# 円形章

アルゼンチン軍の円形章の配色（国籍マークと同一）

円形章（えんけいしょう）(独: Kokarde、英: cockade、仏: cocarde、伊: Coccarda、西: Escarapela）は、軍隊などの制帽に用いる記章（帽章）の一種。国旗の色を同心円状に配して国籍の識別に用いる（他のパターンもあるが、詳細は下記参照）。20世紀にはいると、軍用機・軍用車両の国籍を示す塗装にも用いられるようになった（「国籍マーク」の項目参照）。花形帽章、コカルデ（ドイツ語読み）、コケード（英語読み）などともいう。

## 概要

スウェーデン軍の円形章の意匠と配色（国籍マークと同一）

上でのべたように、国旗の色を配した真円形の同心円が基本だが、以下のようなバリエーションも存在する。
1. 周囲が金・銀の縁取りで囲まれる（光線をイメージした放射線状の刻みが入ったり、木の葉のレリーフが刻まれたりする）。
2. 縦長の楕円形である。
3. 配色が同心円でなく、国旗そのままの縦縞や横縞である。
4. その国を象徴する動植物その他の意匠などが描き込まれる（地色と意匠の色の組み合わせが国旗の配色と同じという場合もある）。

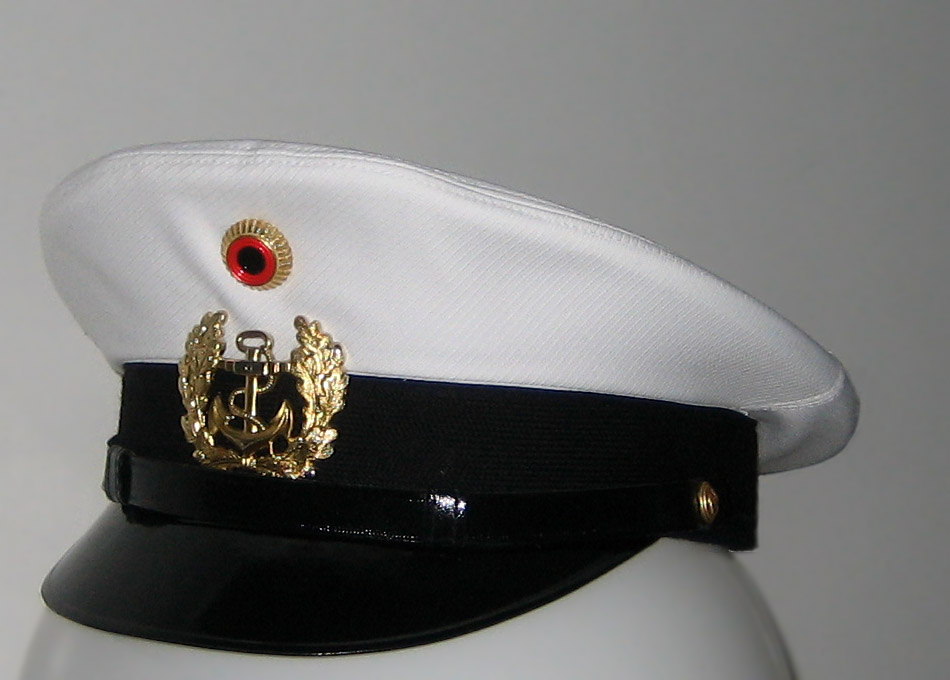
ドイツ連邦軍・海軍下士官制帽。胴部（下）に軍種（海軍）を示す帽章（柏葉で囲まれた錨の意匠）、クラウン部（上）に国旗配色（金・赤・黒）の円形章がつく

陸軍・空軍の制帽においては、胴部（「鉢巻」ともいう）にその国の国章や軍種・兵科を象徴する意匠（陸軍を象徴する剣や小銃、空軍を象徴する翼やプロペラ等）をあしらった帽章（刺繍又は金属レリーフ）がつき、その上のクラウン部に円形章がつくことが多い。だがこの上下の位置関係が逆になっている例（第三帝国時代のドイツ国防軍や現在のロシア軍等）、胴部に円形章のみがつく例もある。胴部に円形章が付く場合、周囲が木の葉などをかたどった環状の刺繍や金属レリーフで囲まれる場合が多い。
また海軍の制帽においては、世界各国のモデルになったイギリス海軍の帽章の、錨の上の王冠（日本海軍および海上自衛隊の帽章でいえば「桜花」）にあたる部分に円形章がつく。陸軍・空軍の制帽に円形章を取り入れていない国でも、共和制であるため「王冠」の代わりに円形章を用いている国もある。
海軍兵用のつばなし帽、ギャリソンキャップ、ベレー帽などにつく、略式の帽章としても用いられる。

## 起源・沿革

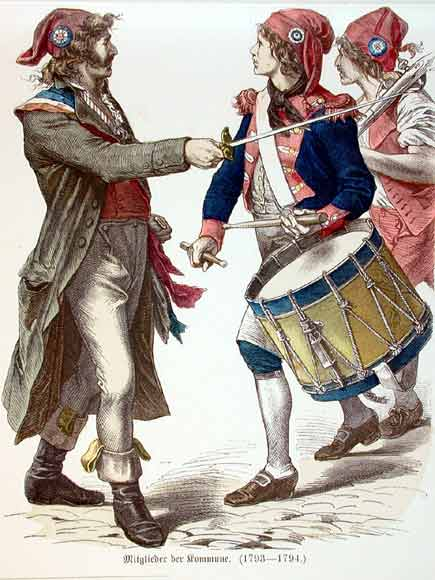
三色旗のリボンを帽子につけたサン・キュロット

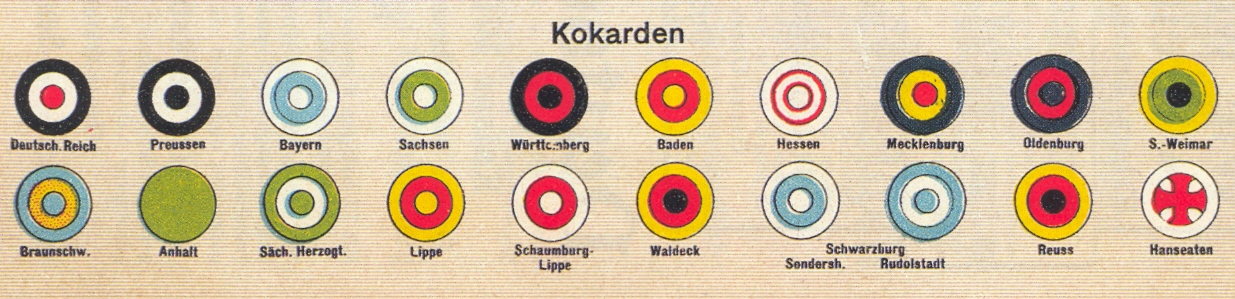
ドイツ帝国の軍帽に用いられた円形章。ドイツ帝国のものは上段左端で、他は各領邦ごとに異なっている。

ヨーロッパで18世紀ごろから、軍帽（三角帽・二角帽）に国旗と同じ配色のリボンを輪状にピン止めしたのが始まり。特にフランス革命時に、革命派が三色旗（トリコロール）と同じ配色の青・白・赤のリボンを帽子に止めた例が有名で、その後各国の制帽（シャコー帽、ついで各種のつばつき帽）に帽章の一部として取り入れられるようになった。（時代が下るとともに、リボンにかわって金属製のメダルまたは刺繍が用いられるようになった）
円形章が特に発達した国が1871年に統一したドイツ帝国である。同国では、軍帽のクラウン部に帝国共通の黒・白・赤の円形章、胴部に統一以前の領邦を示す各自の円形章を着け、国内だけでも多数の円形章が用いられるようになった。第一次世界大戦の敗戦によって帝政が解体した後も、ドイツの軍帽においては、現在に至るまで何らかの形で円形章が取り入れられている。
ヨーロッパにおいてはドイツの他、ロシア帝国とオーストリア・ハンガリー帝国で円形章が用いられた影響で中・東欧諸国の制帽で用いられている例が多く、またスカンジナビア諸国、ベルギー等にも見られる。これに対しフランス、イタリア等では、礼装の二角帽・シャコー帽で本来のリボンタイプの円形章が用いられるものの、通常勤務に用いられる制帽には用いられない。
ヨーロッパ以外では、ラテンアメリカ諸国に円形章を取り入れている国が多い。このことの背景には、19世紀初頭の独立運動の際、独立派の将兵が将来国旗となるべき旗の色を配したリボンを服や帽子につけたものが独立後の軍服に取り入れられたという事情と、19世紀末～20世紀前半にかけて、この地域の多くの国で軍近代化の模範とされたドイツ軍の影響が考えられる。

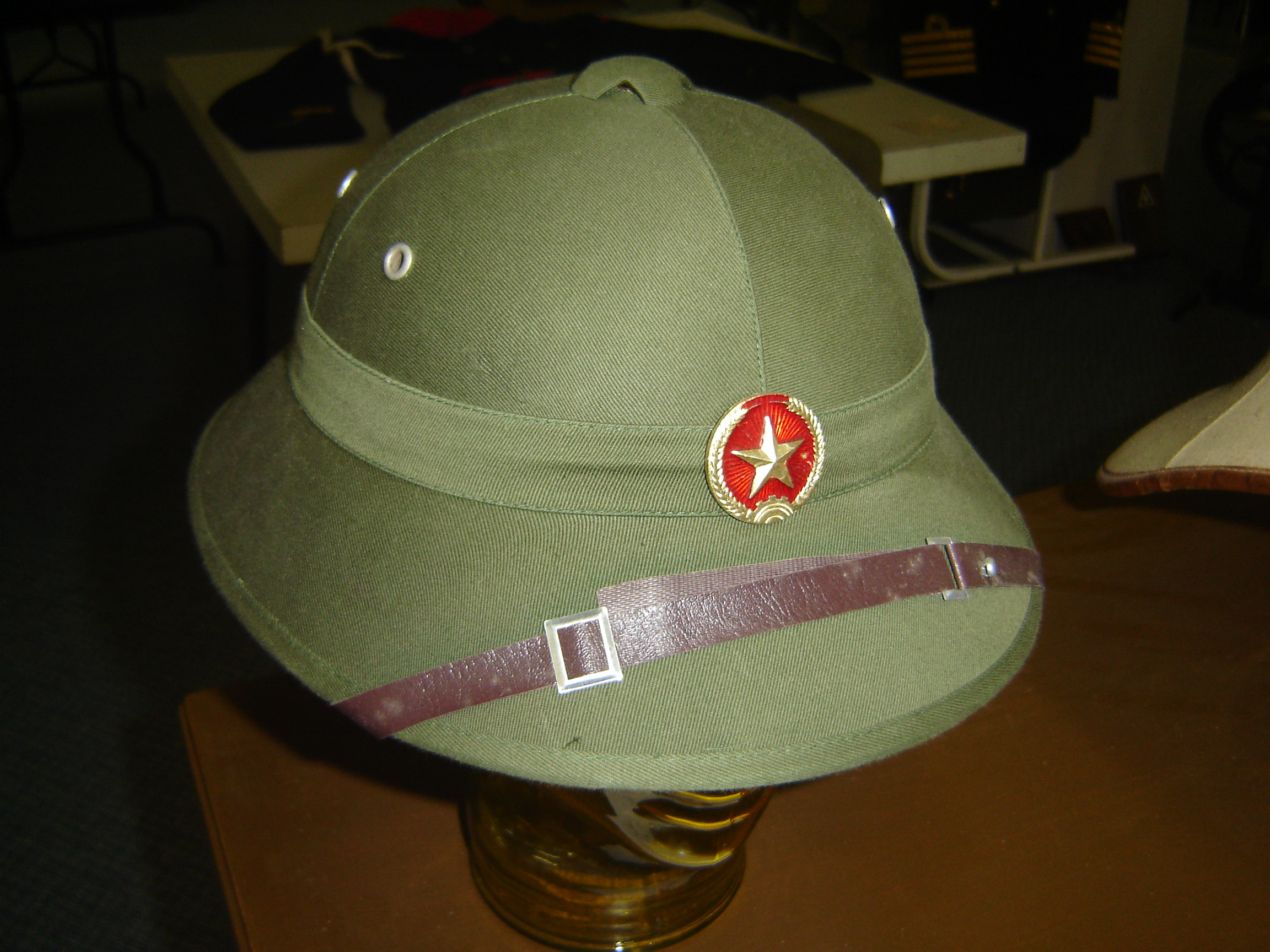
赤地の円形に星、稲穂、歯車の意匠を配したベトナム人民軍の帽章

ソビエト連邦の赤軍では、ロシア帝国時代の縦長楕円形の円形章が排されて赤い星の内側に鎌とハンマーを描きこんだ徽章が帽章として用いられていたが、第二次世界大戦中の1943年に軍服のデザインがロシア帝国の軍服を思わせるものに改定されるにともない、帽章においても、赤い星を引き続き用いながらこれを縦長楕円形の金の縁取りでかこむパターンが登場するようになった。
第二次世界大戦後成立した社会主義体制の諸国の軍服の中には、ソ連軍の帽章の影響を受け、円形又は楕円形のパターンの中に、国旗色や共産主義のイデオロギーを象徴する意匠が描きこまれた帽章が制定される例が現れた。これも円形章の一変型といえる。

## 各国における円形章の使用例
特記のない場合は陸軍の制帽における着用法を紹介する。配色は、同心円の場合外側→内側、横縞（●）の場合は上→下、縦じま（■）の場合は左→右の順に記す。

### アジア

中華民国軍の円形章として使用された青天白日章

- 中国
  - 中華民国 青天白日章
  - 中華人民共和国（中国人民解放軍）青（海軍は黒、空軍はライトブルー）地に、稲穂・歯車、「八一」の文字（南昌起義の日付）の入った赤い星（海軍は星の背後に錨、空軍は同じく翼が描きこまれる）
    - 建国初期の1949年～1955年、文化大革命をはさんだ1965年～1985年は、赤い星のみの帽章が用いられる。
- トルコ 赤・白・赤

- 朝鮮民主主義人民共和国 金の縁取り（稲穂のレリーフ入り）・白地に赤い星
- ベトナム
  - ベトナム民主共和国（1945年～1976年）、ベトナム社会主義共和国（1976年～）赤地に、金色の稲穂・歯車・星
  - 南ベトナム解放民族戦線（1960年～1975年）、南ベトナム共和国（1975年～1976年）●赤・青の地に、金色の稲穂・歯車・星

### ヨーロッパ
- ウクライナ 青地に金色の「三叉の鉾」の意匠
- オーストリア 赤・白・赤 
  - オーストリア＝ハンガリー帝国時代 金・黒
- エストニア 青・黒・白
- ギリシャ 白・青
- スウェーデン 胴部が金（縁取り）・青（青の中に3つの金色の王冠を逆三角状に配する）、クラウン部が黄・青・黄

- ドイツ

ドイツ民主共和国の国章（国家人民軍の円形章としても用いられた）

  - ドイツ帝国時代（1871年～1918年） クラウン部が帝国共通の黒・白・赤、胴部が各領邦ごとに異なる（例：プロイセン－黒・白・黒、バイエルン－白・青・白等）。
  - ヴァイマール共和国時代（1918年～1933年）胴部が金地に黒い鷲のシルエット（嘴と脚が赤）、クラウン部が各州を表す配色
  - 第三帝国時代（1933年～1945年） 黒・白・赤
  - ドイツ連邦共和国（1949年～） 金（または黄）・赤・黒
  - ドイツ民主共和国（1949年～1990年） 赤地に麦穂、ハンマー、コンパス（意匠部分は陸軍・空軍の佐官までは銀色、海軍および陸軍・空軍の将官は金色）
- ノルウェー 赤・白・青
- ハンガリー ●赤・白・緑

フィンランド軍（クラウン部）の円形章の配色（国籍マークと同一）

- フィンランド 胴部が赤地に剣を持つライオンの意匠（金色）、クラウン部が白・青・白
- ブルガリア ●白・緑・赤
- ベルギー 赤・黄・黒
- ポルトガル 赤・緑
  - 1910年まで 白・青
- ロシア
  - ロシア帝国 オレンジ・黒・オレンジ・黒
  - ロシア連邦 白・青・赤

### アメリカ

ボリビア軍の円形章の配色（国籍マークと同一）

- アルゼンチン 空色・白・空色 es:Escarapela_de_Argentina - ウェイバックマシンも参照。
- ウルグアイ 青・白・赤 es:Escarapela_Nacional_de_Uruguayも参照。
- チリ 赤・白・青（青の内側に白い星） es:Escarapela_de_Chileも参照。
- パラグアイ 赤・白・青
- ベネズエラ 黄・青・赤
- ペルー 赤・白・赤  es:Escarapela_del_Perúも参照。
- ボリビア 赤・黄・緑 es:Escarapela_de_Boliviaも参照。
- メキシコ 赤・白・緑

- 世界各国の警察制帽コレクションサイト（フランス語）から、中南米の警察制帽を紹介したページ

### ギャラリー（主に軍服での使用例）

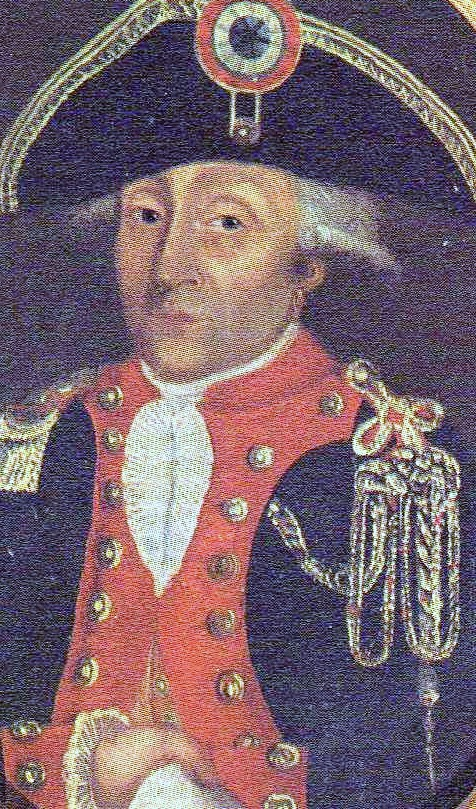
フランス
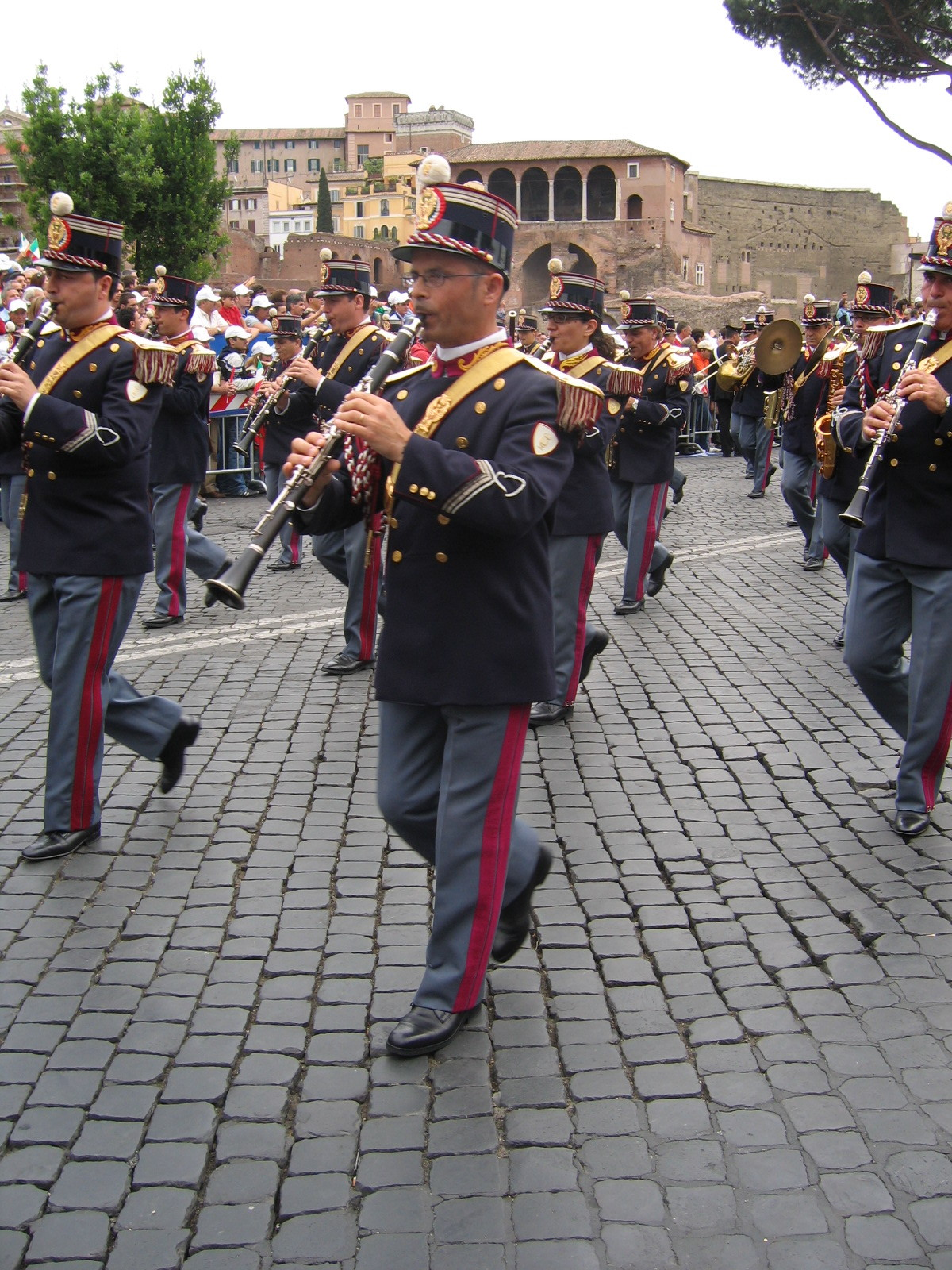
イタリアの国家警察
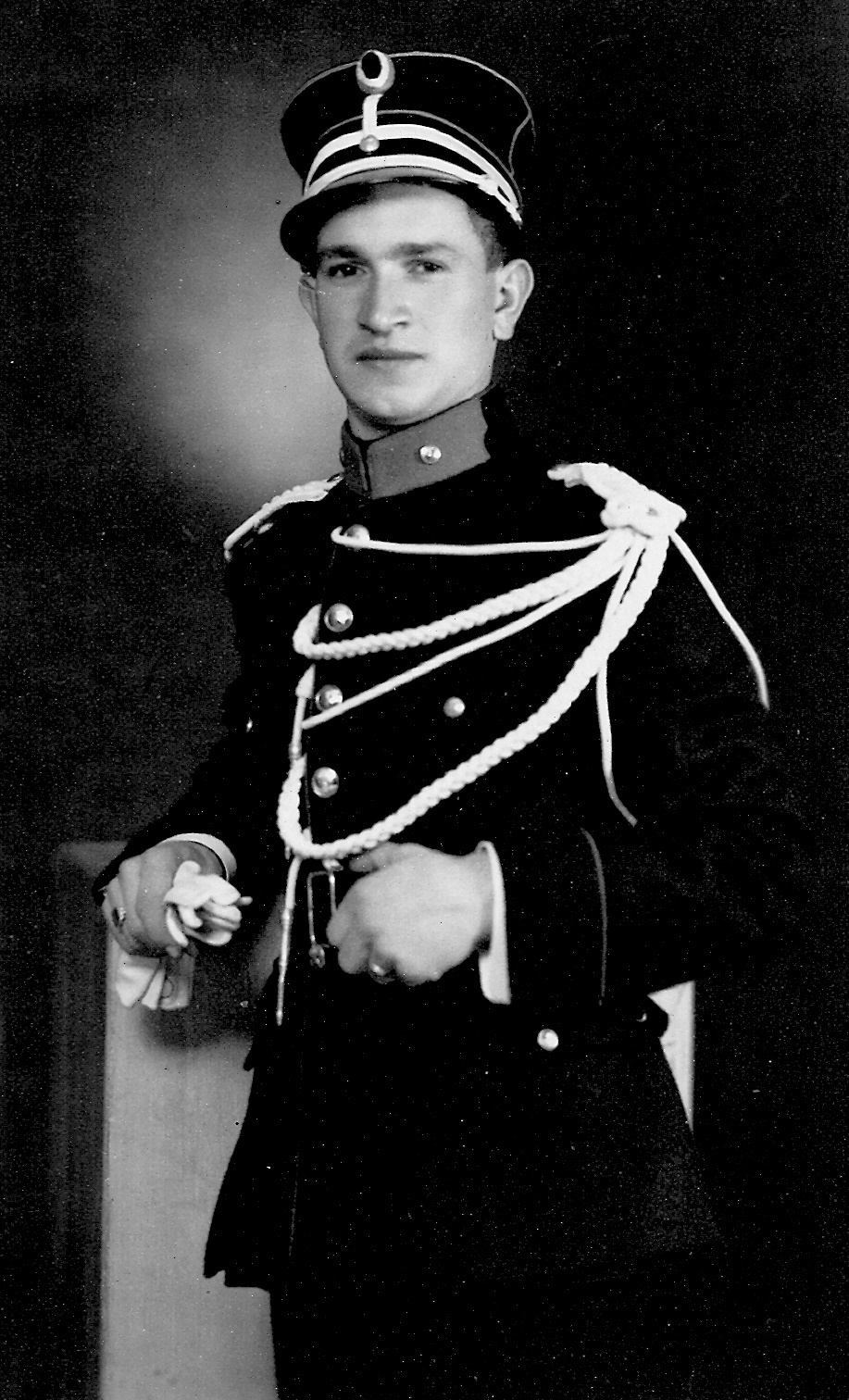
ベルギーの国家憲兵
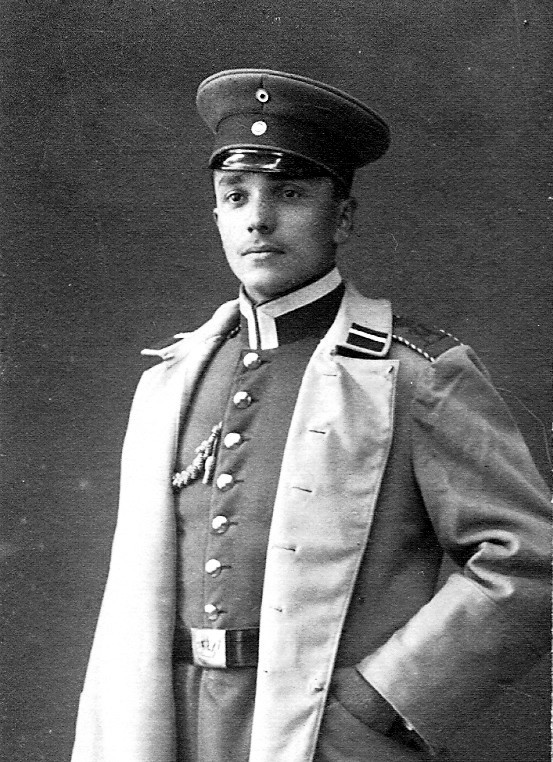
ドイツ帝国ヘッセン軍の士官候補生(1)
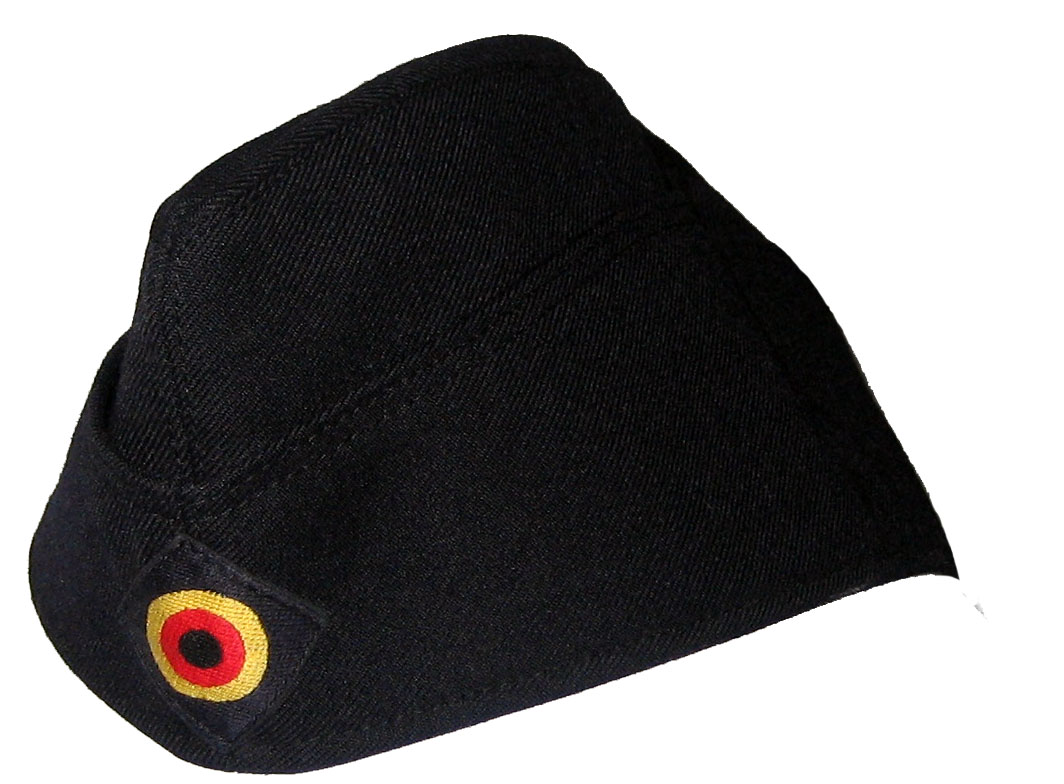
ドイツ連邦海軍(2)
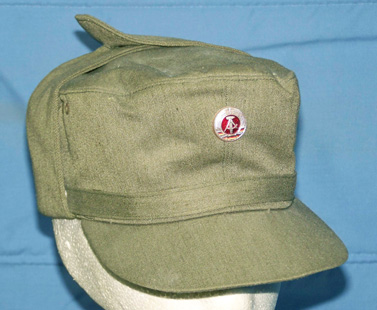
東ドイツの民兵組織
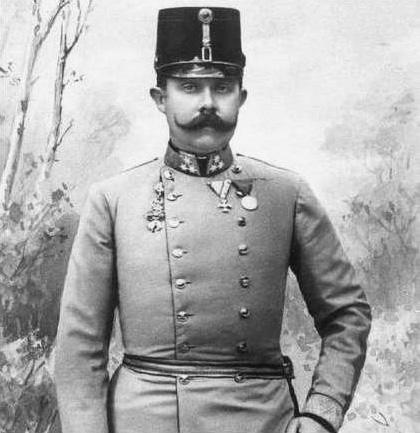
オーストリア(1)
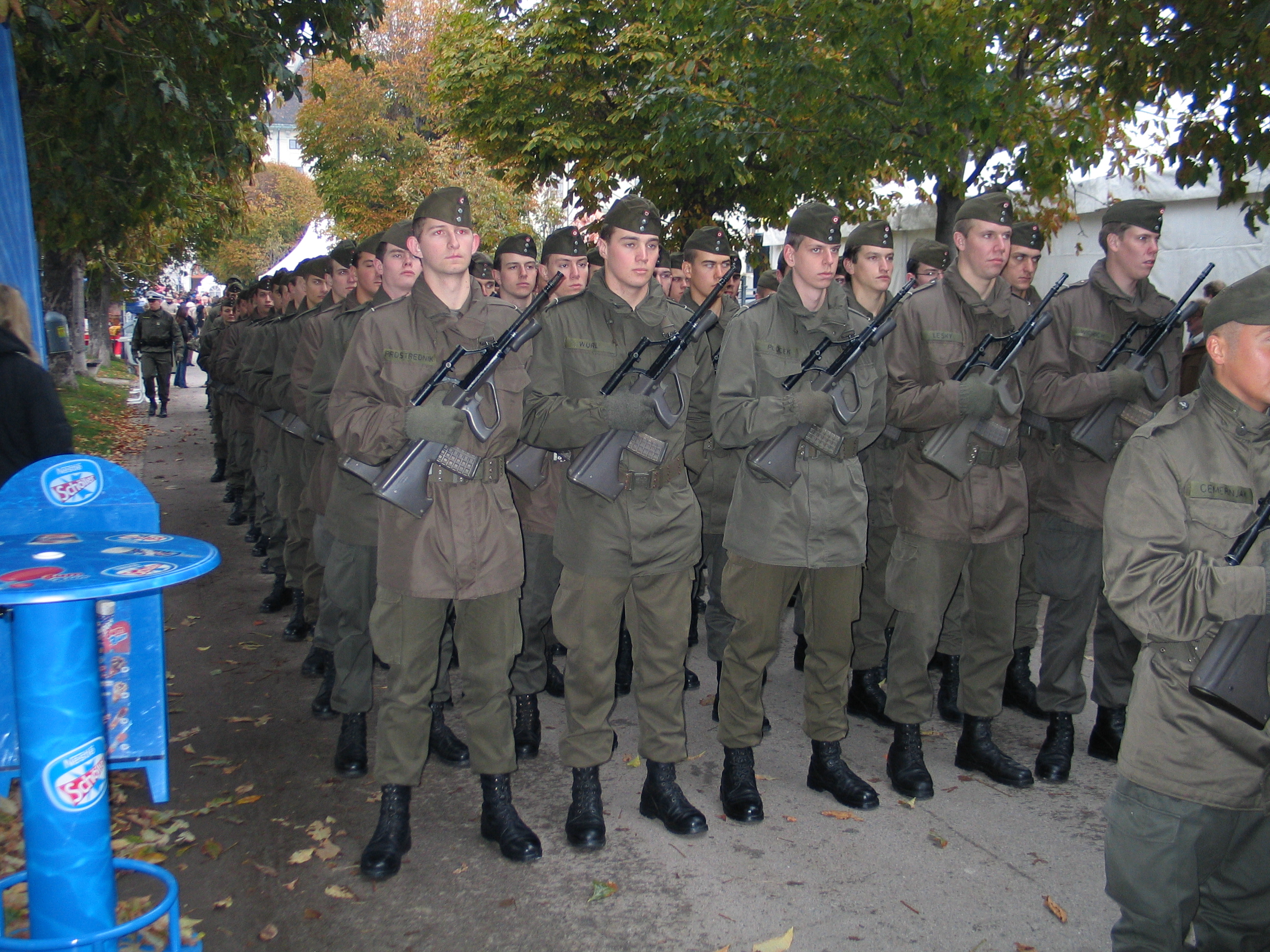
オーストリア(2)
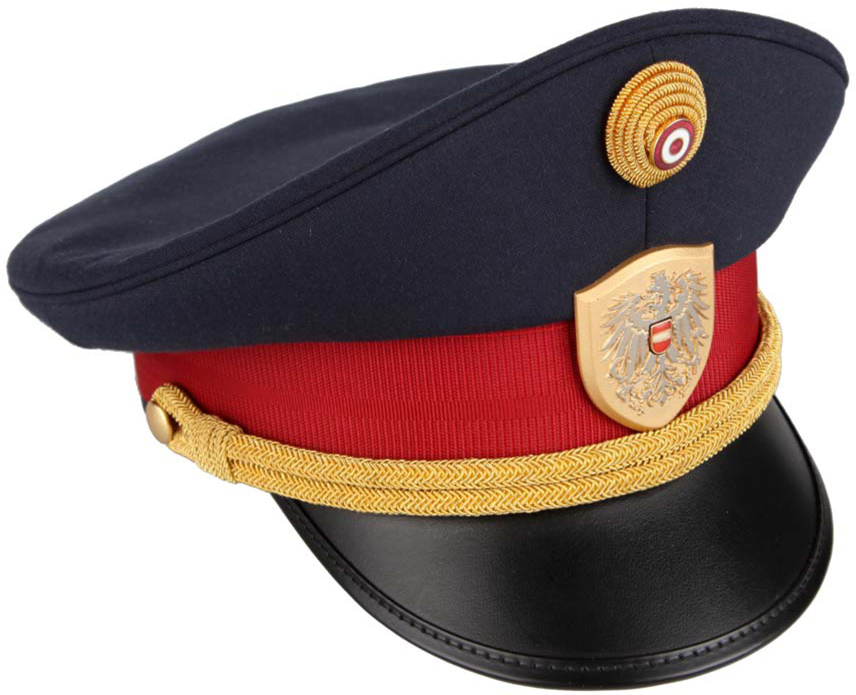
オーストリアの連邦警察（3）
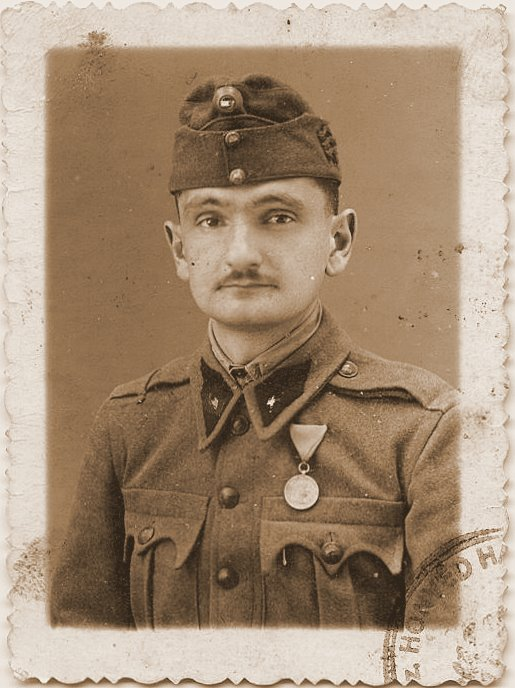
ハンガリー(1)
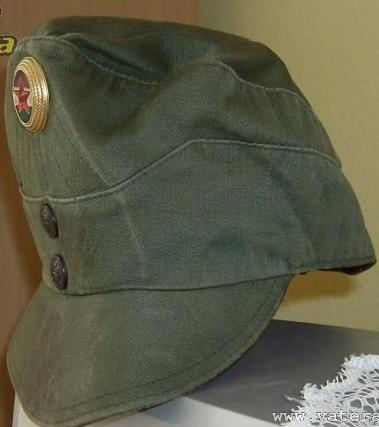
ハンガリー(2)
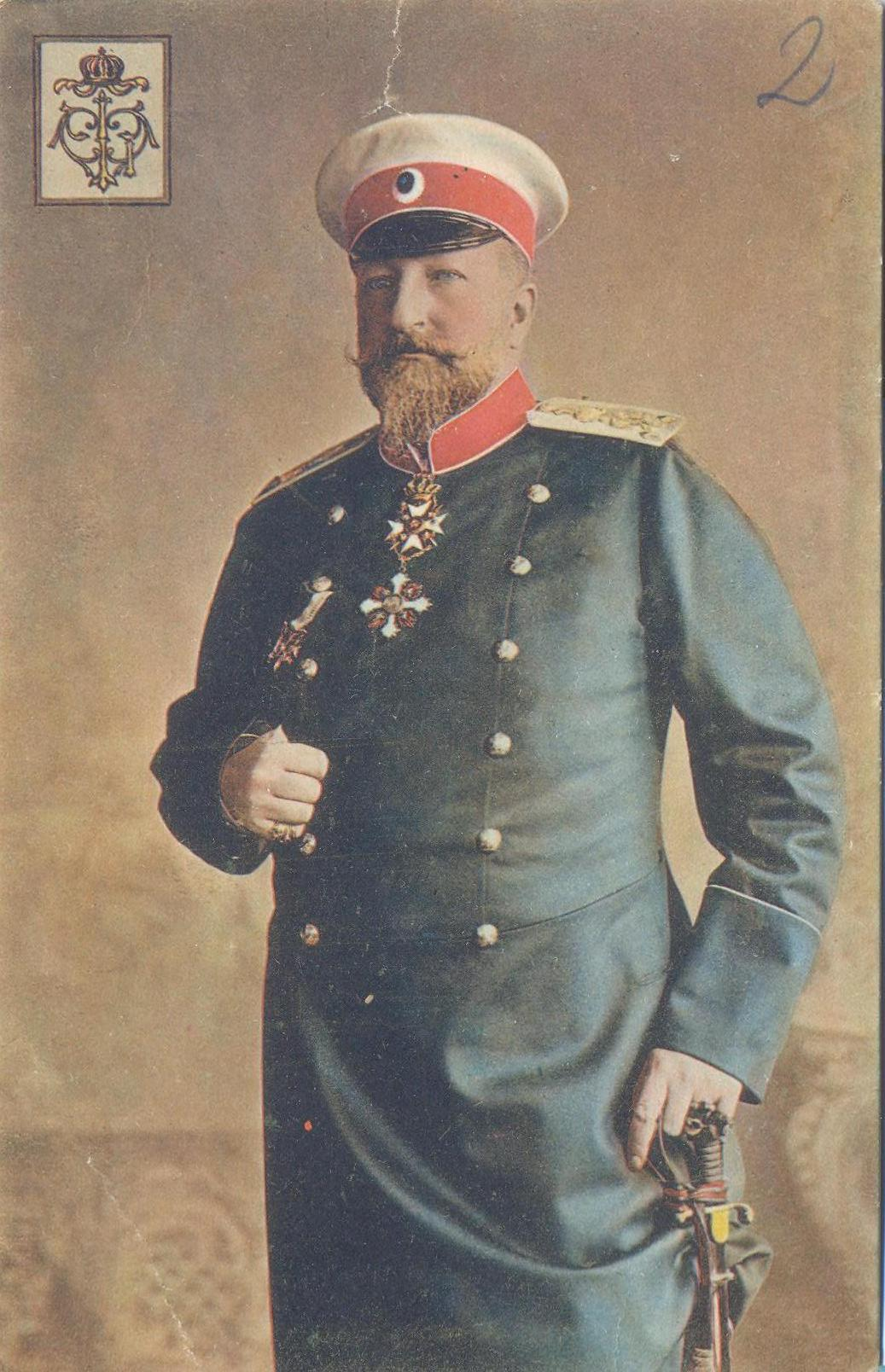
ブルガリア
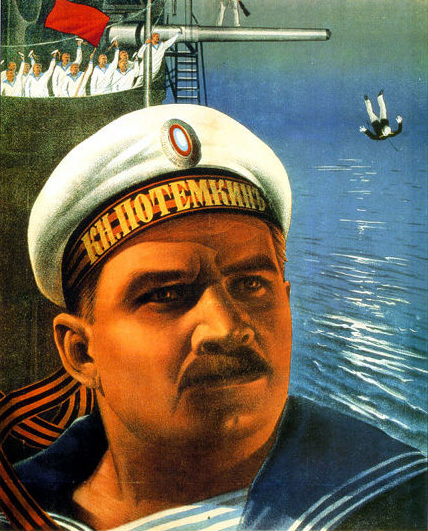
ロシア帝国
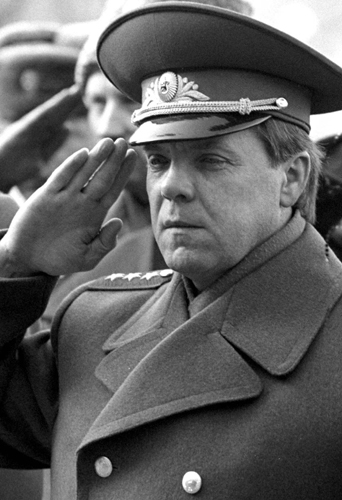
ソビエト連邦
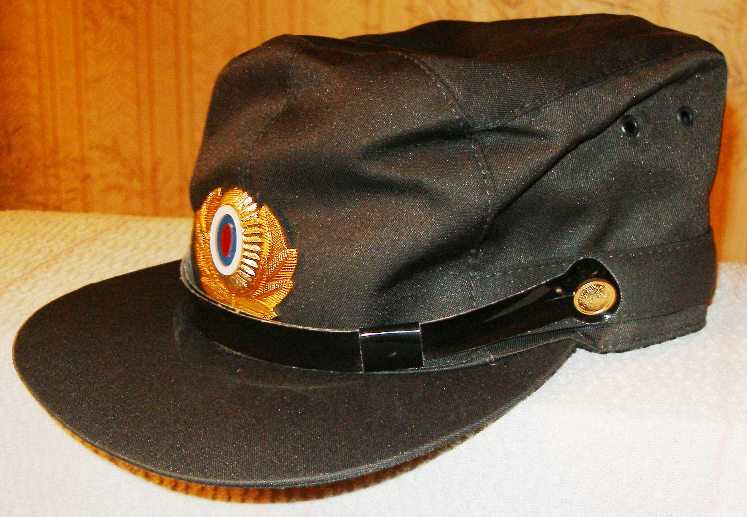
ロシア連邦(1)
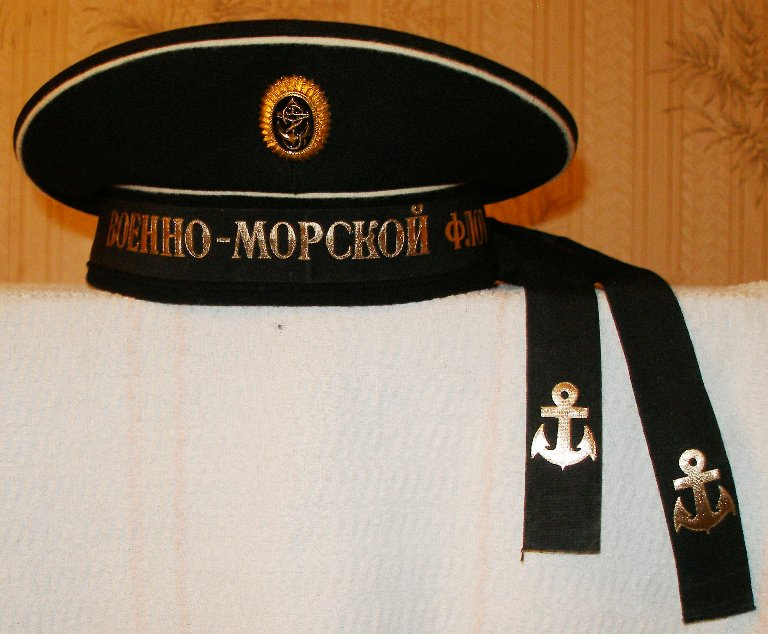
ロシア連邦(2)
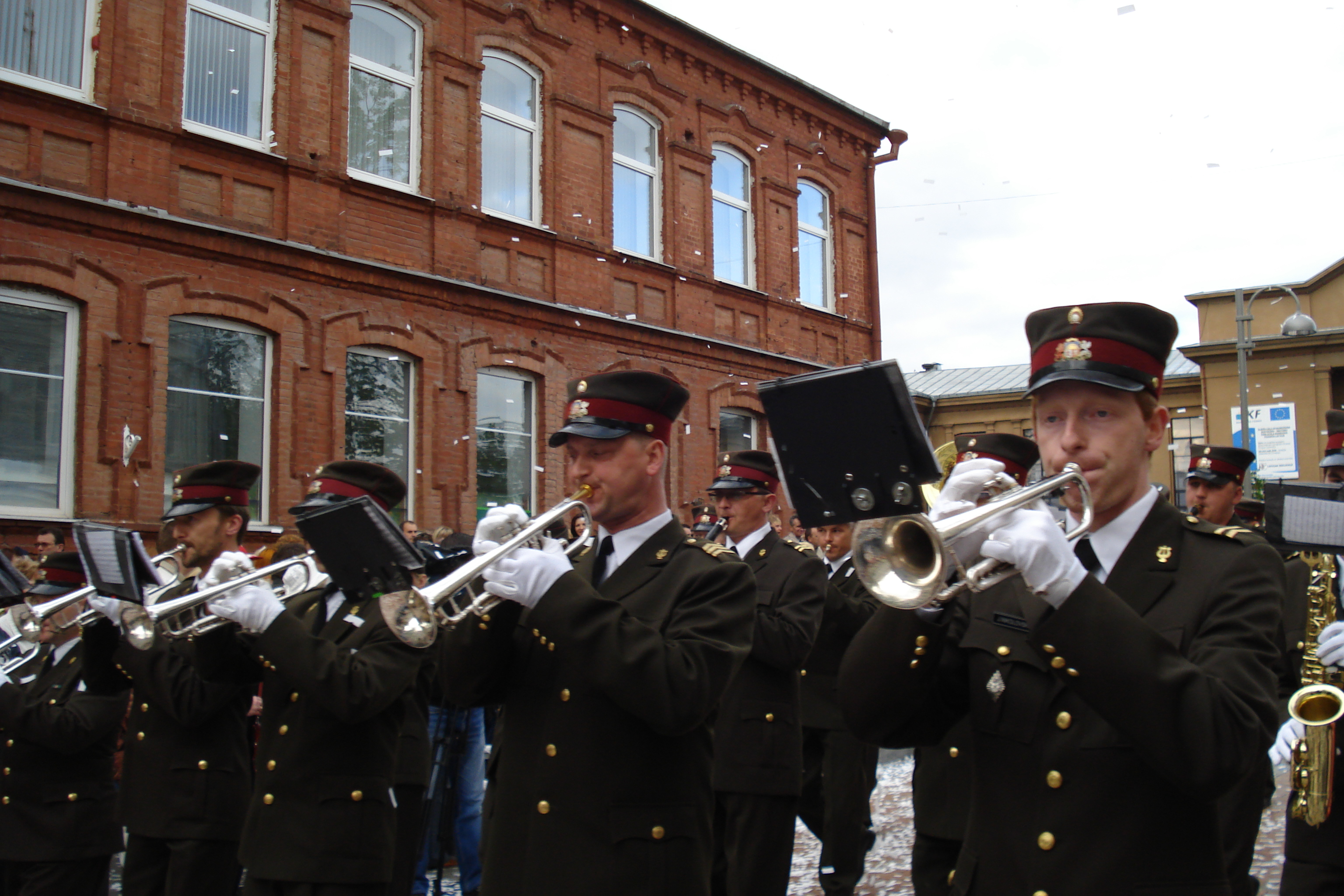
ラトビア
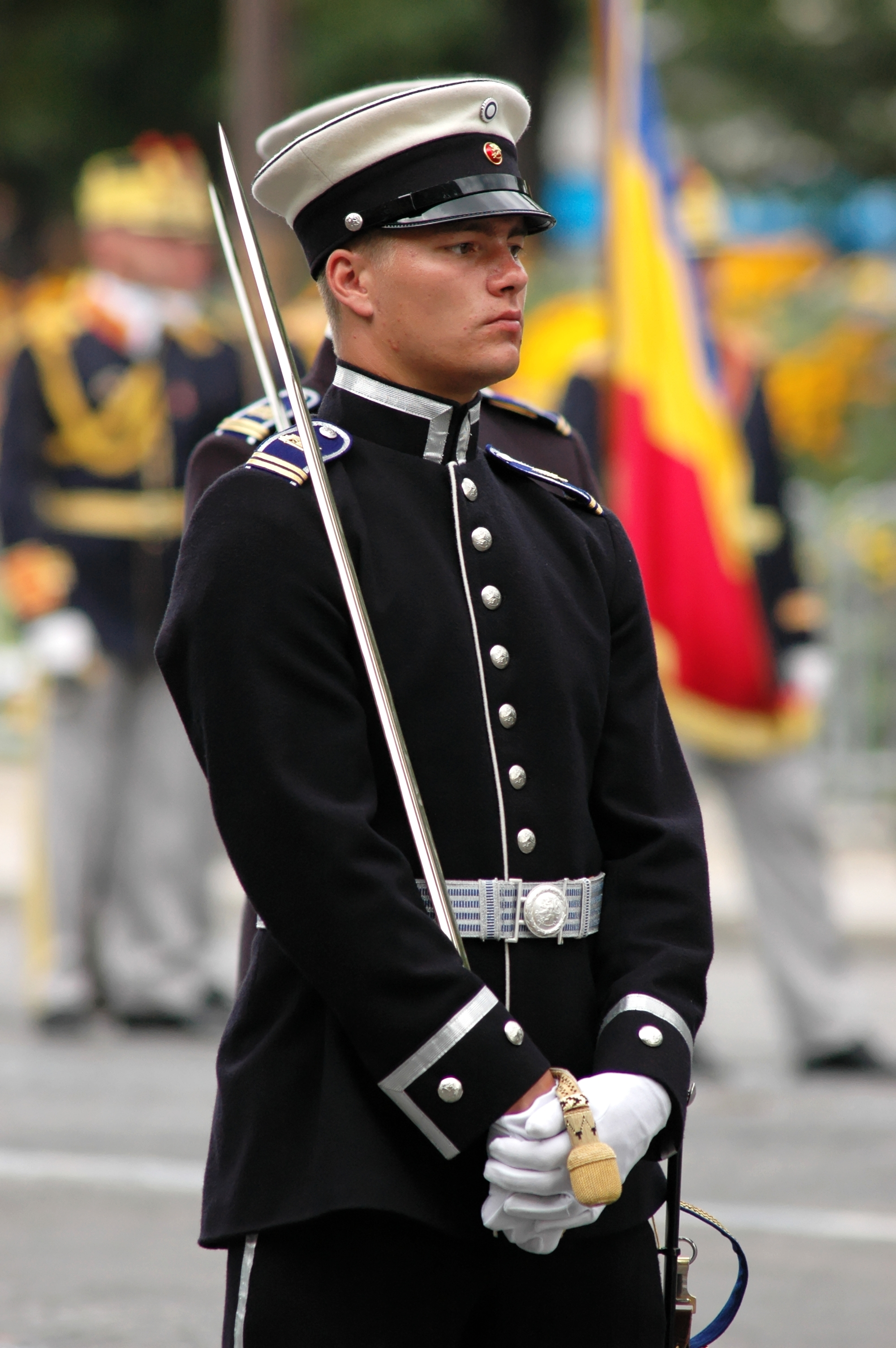
フィンランド
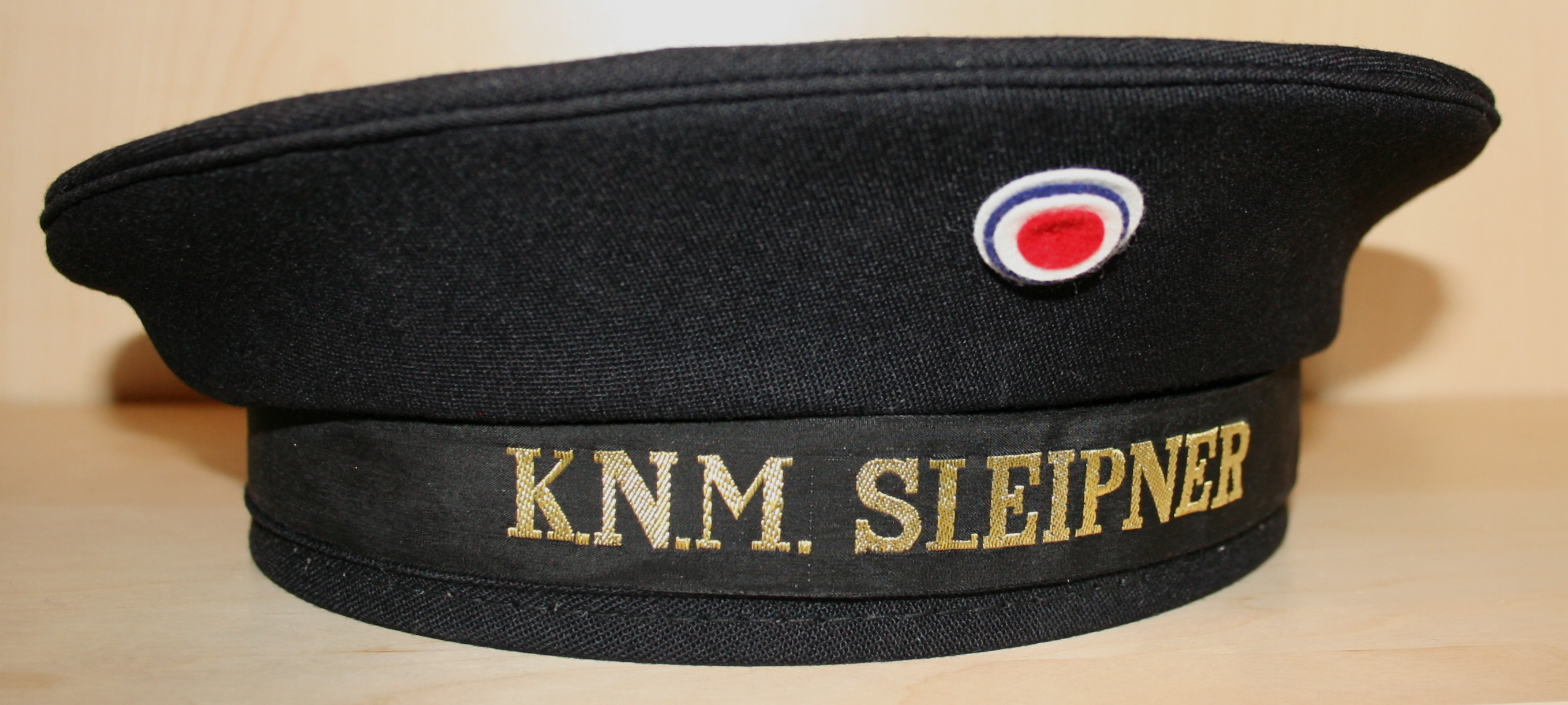
ノルウェー
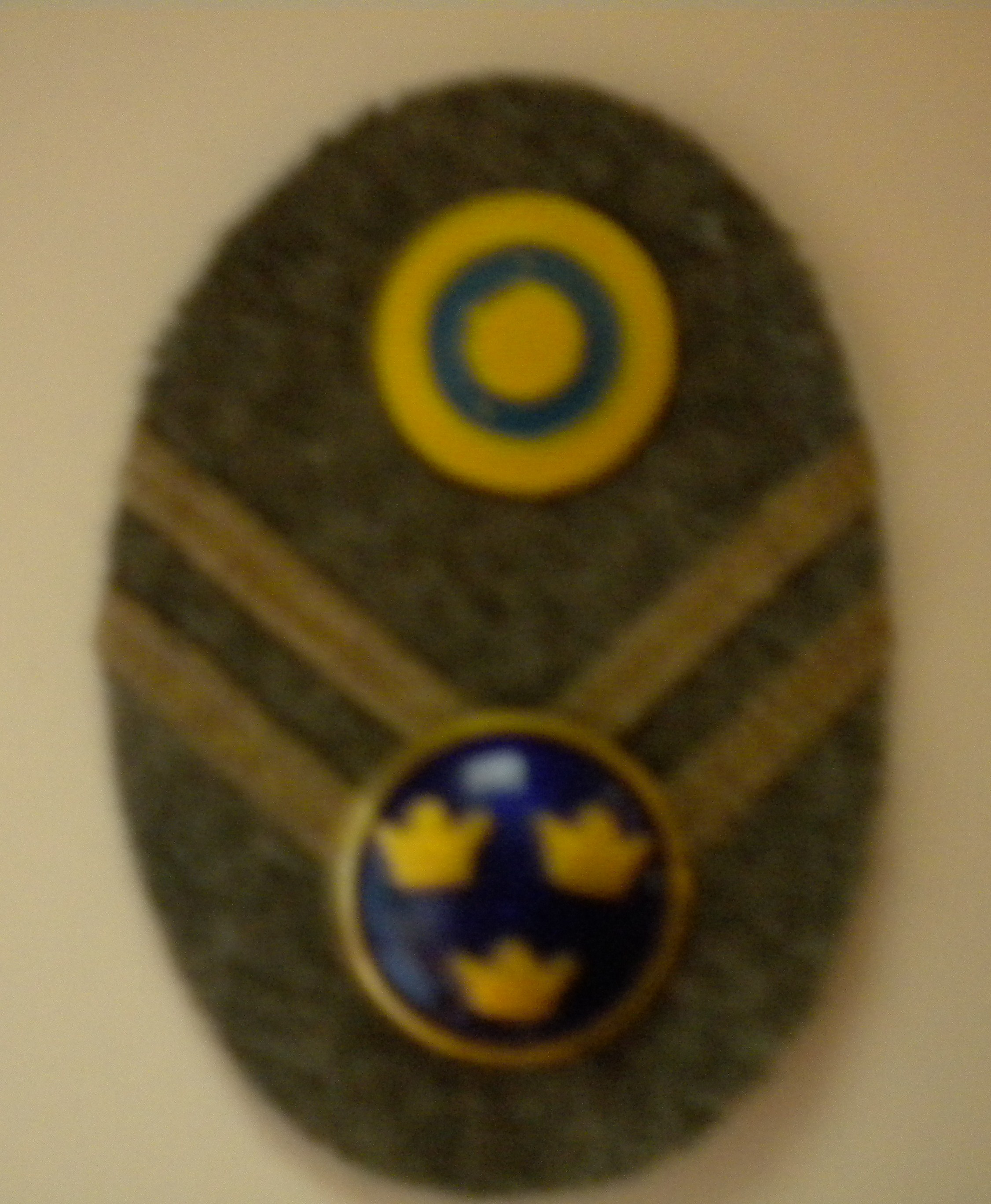
スウェーデン(1)
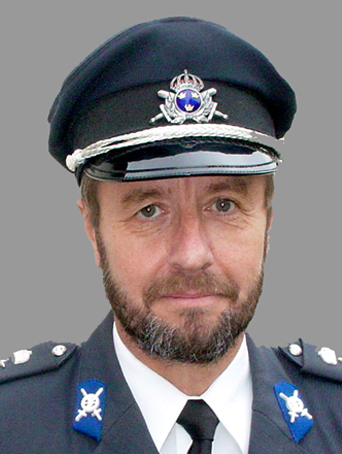
スウェーデン(2)
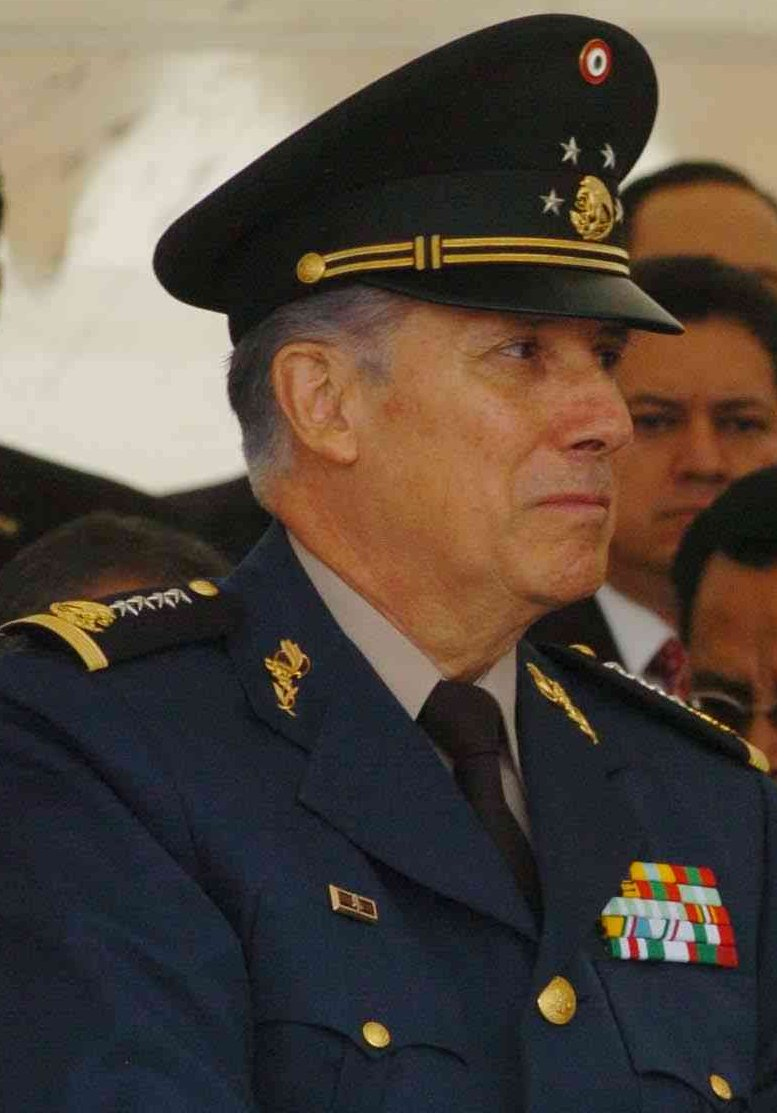
メキシコ
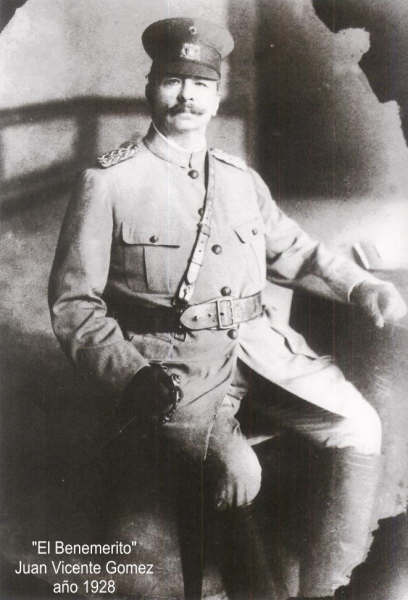
ベネズエラ
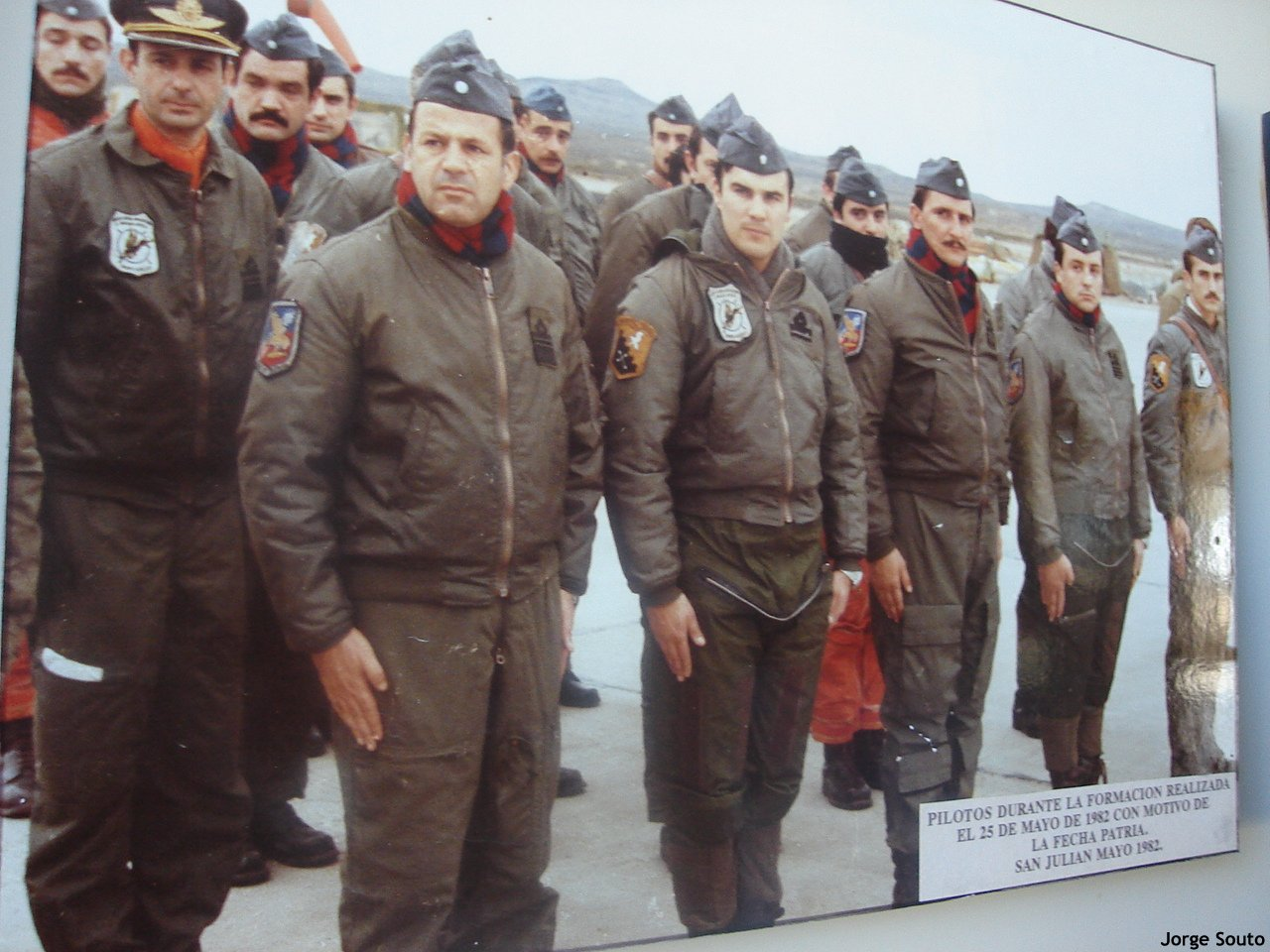
アルゼンチン
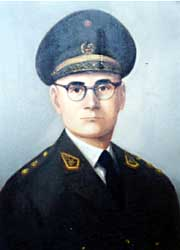
ペルー
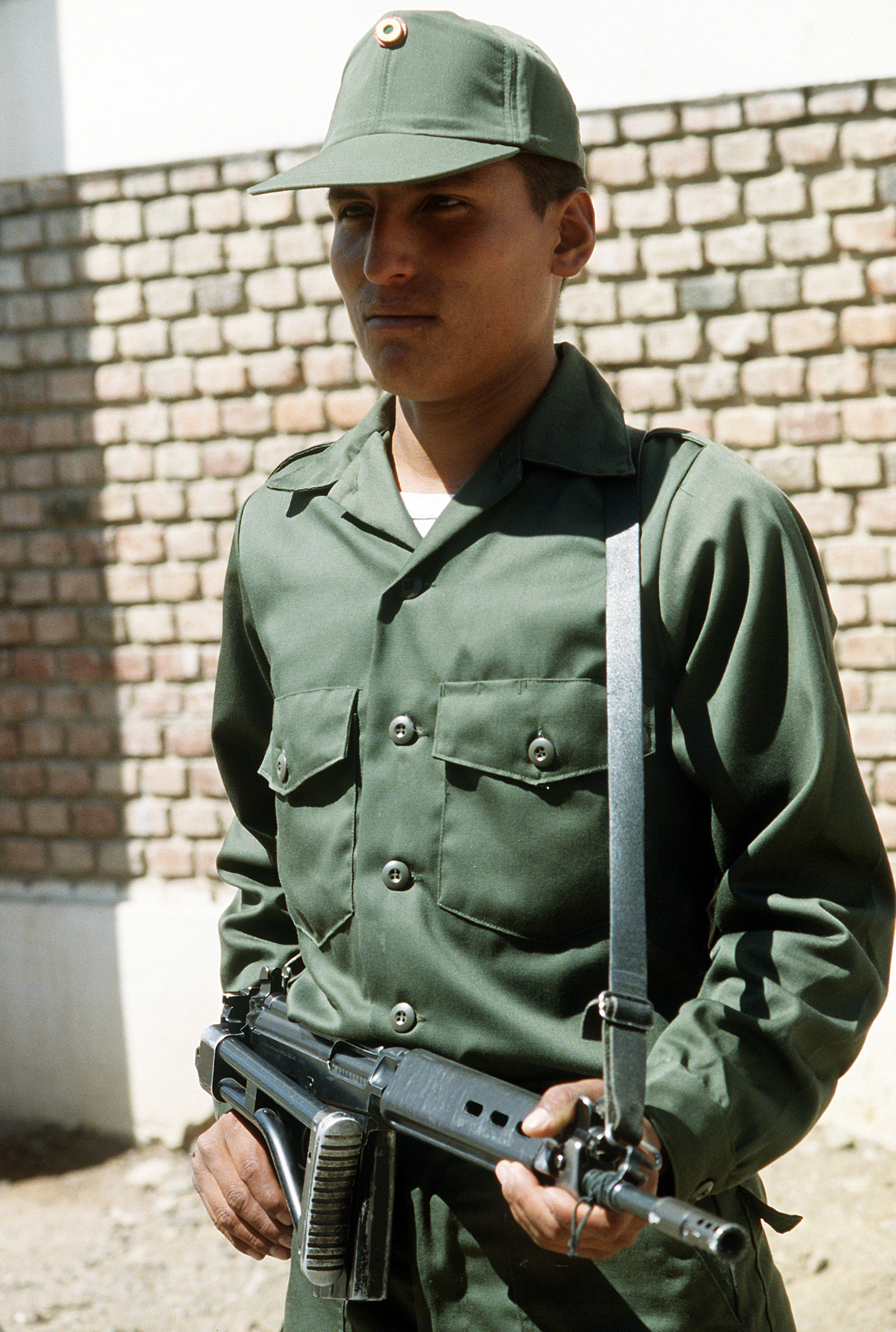
ボリビア
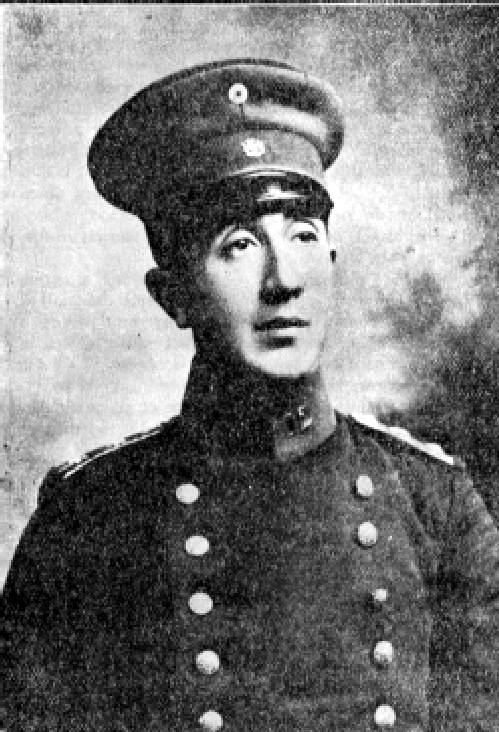
チリ
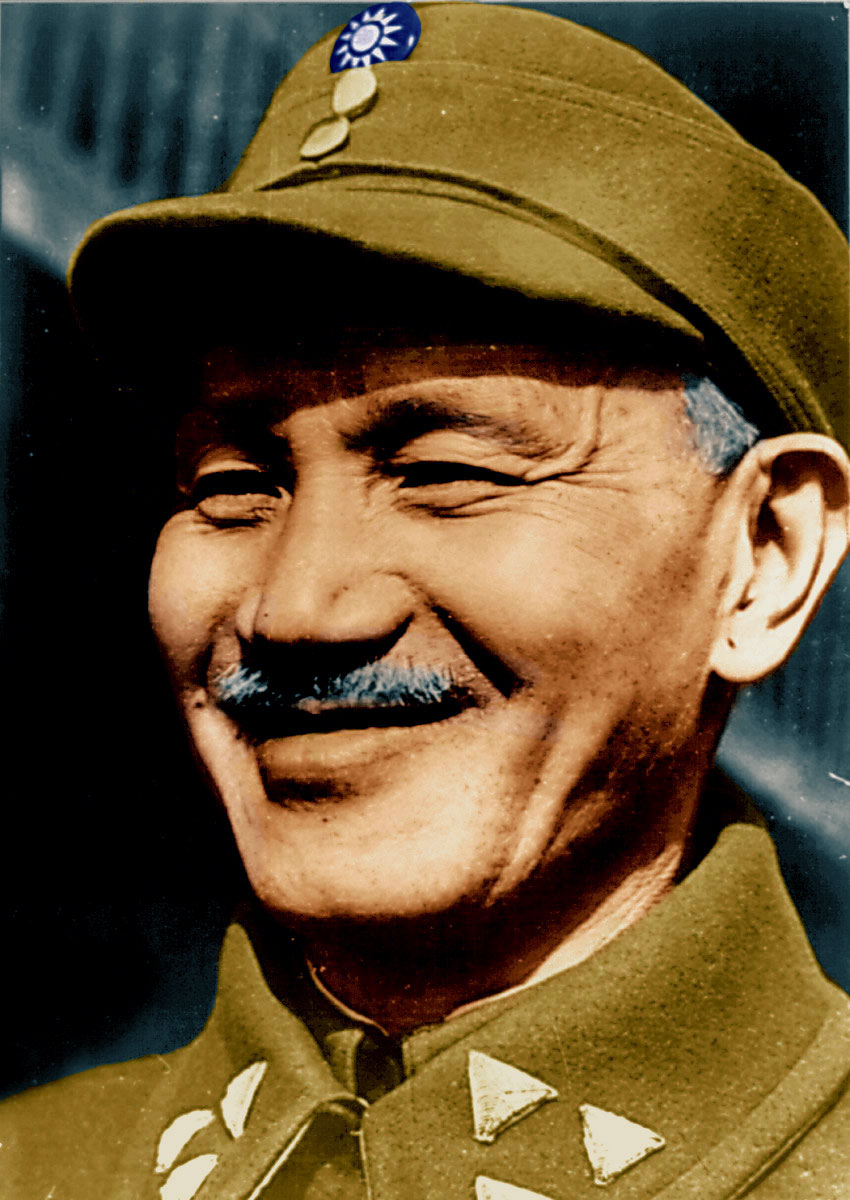
中華民国
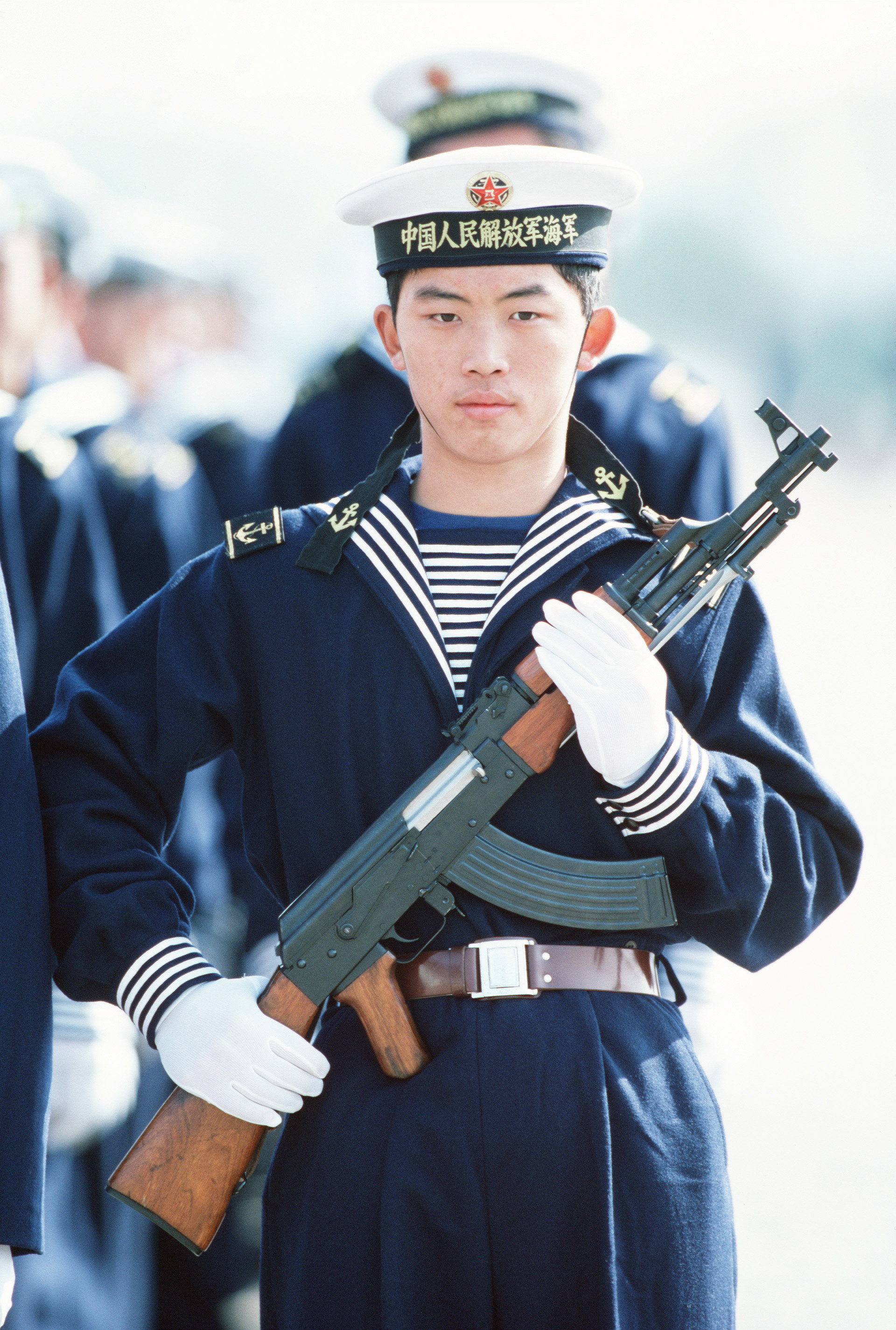
中華人民共和国
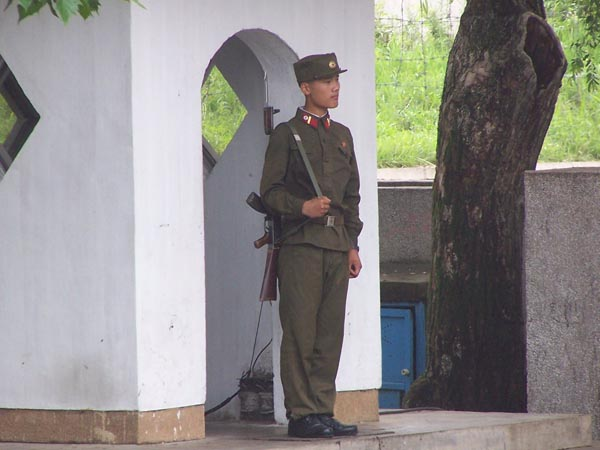
北朝鮮
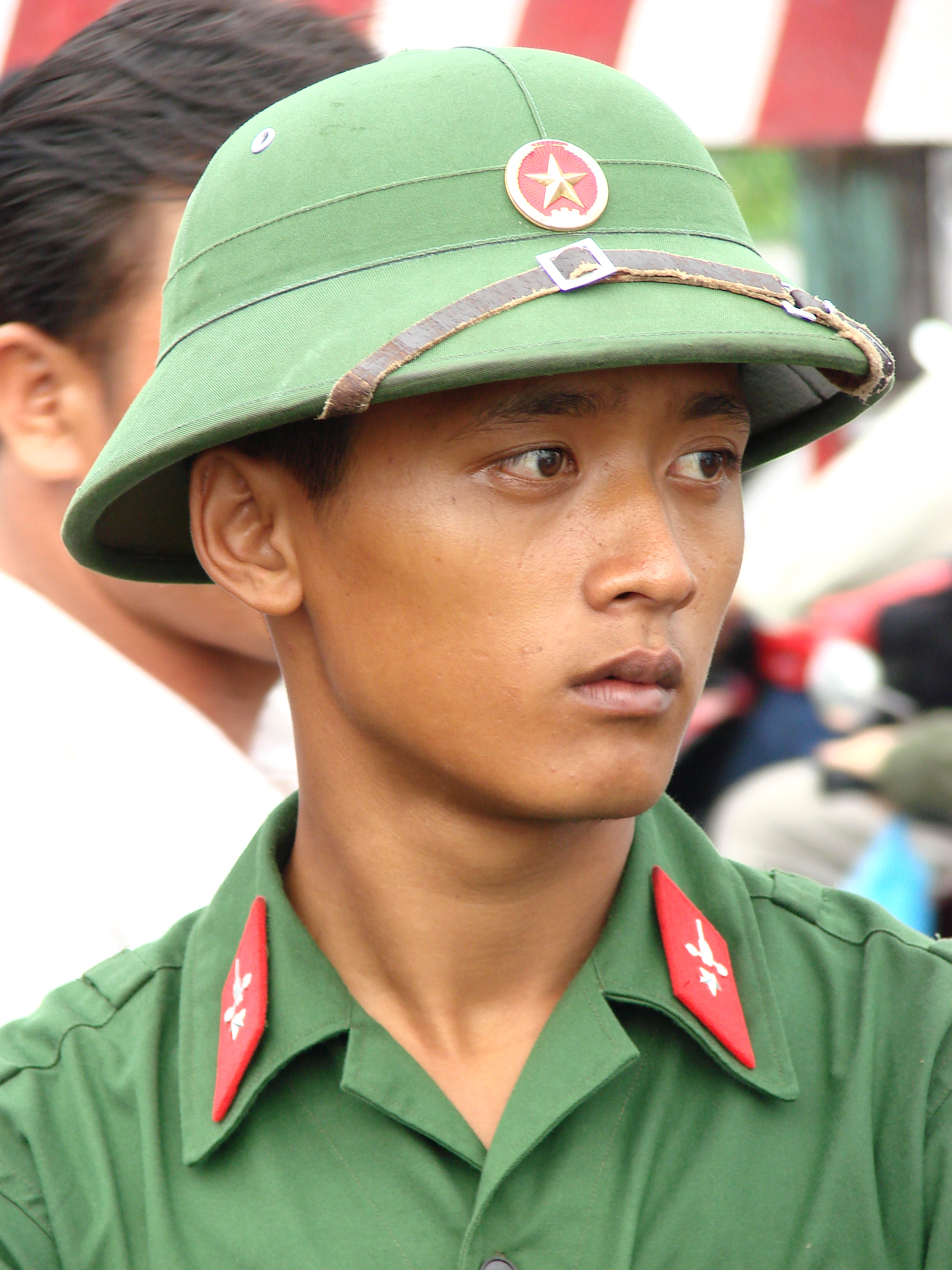
ベトナム

### 軍服以外の使用例
- 軍隊・警察の制帽に円形章を使用している諸国では、国の機関（消防、税関、国有鉄道等）の制帽にも用いられるほか、民間の交通機関の制帽にも円形ロゴを基本にした帽章を使用しているケースが多く見られる。
- デンマーク、スウェーデン等では大学生が卒業式の際に着用する制帽にも用いられる。
- ウィーン少年合唱団の制帽（セーラー服の制服に合わせた水兵帽スタイル）は、クラウン部に金地に黒で鷲の絵が描かれた円形章が着けられている。

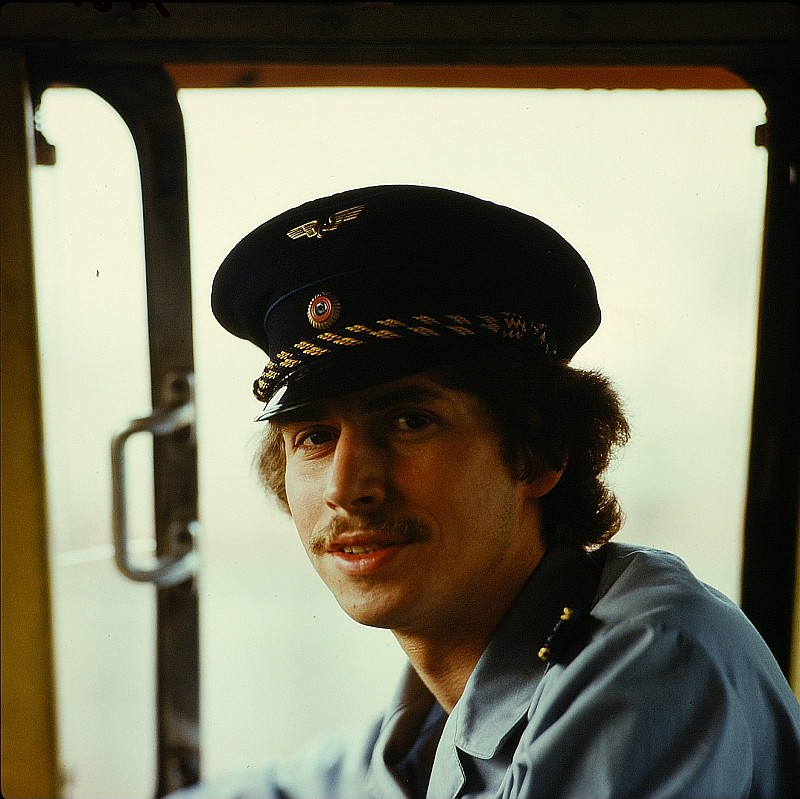
東ドイツ国鉄の運転士
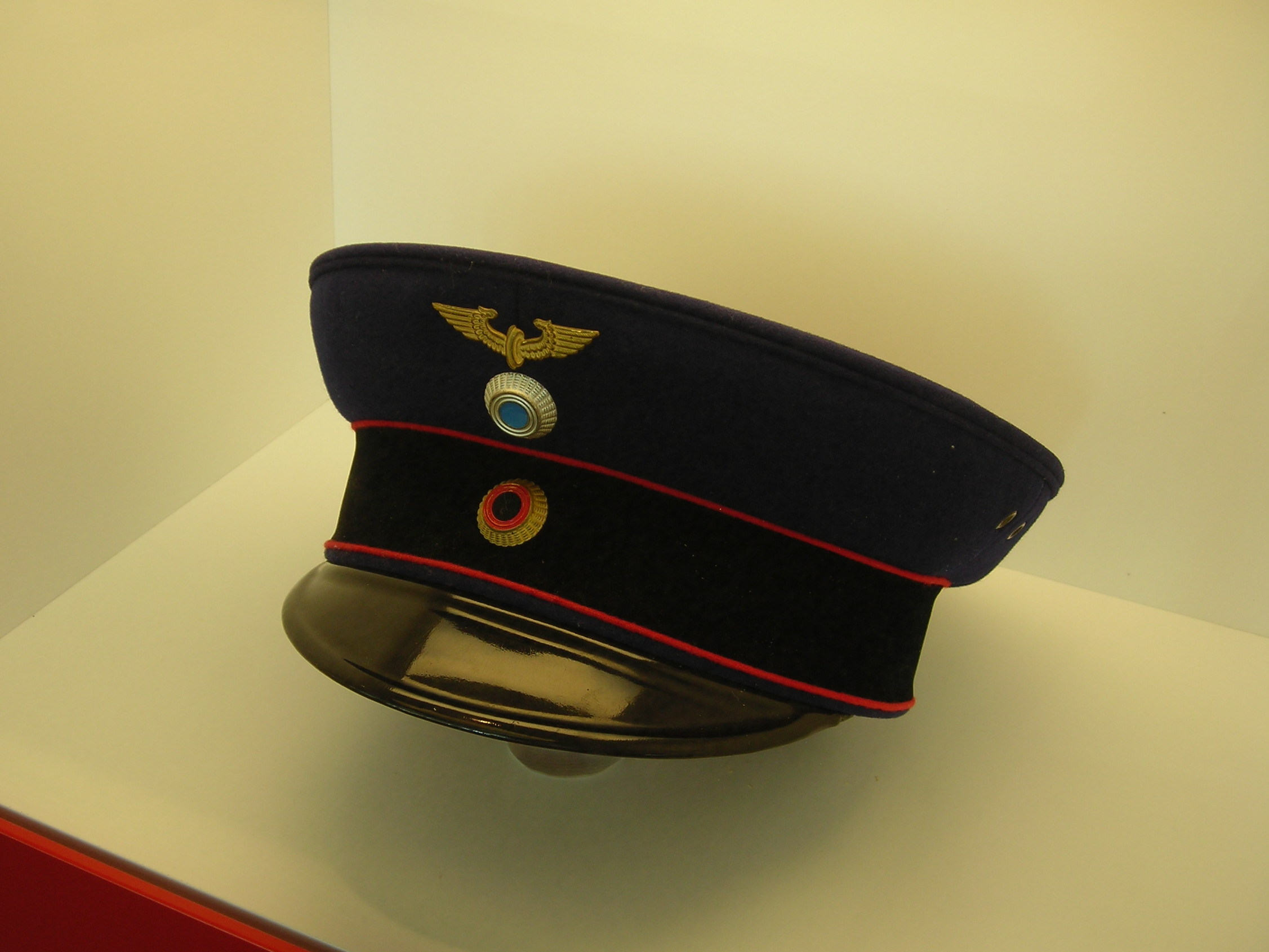
バイエルン王立鉄道
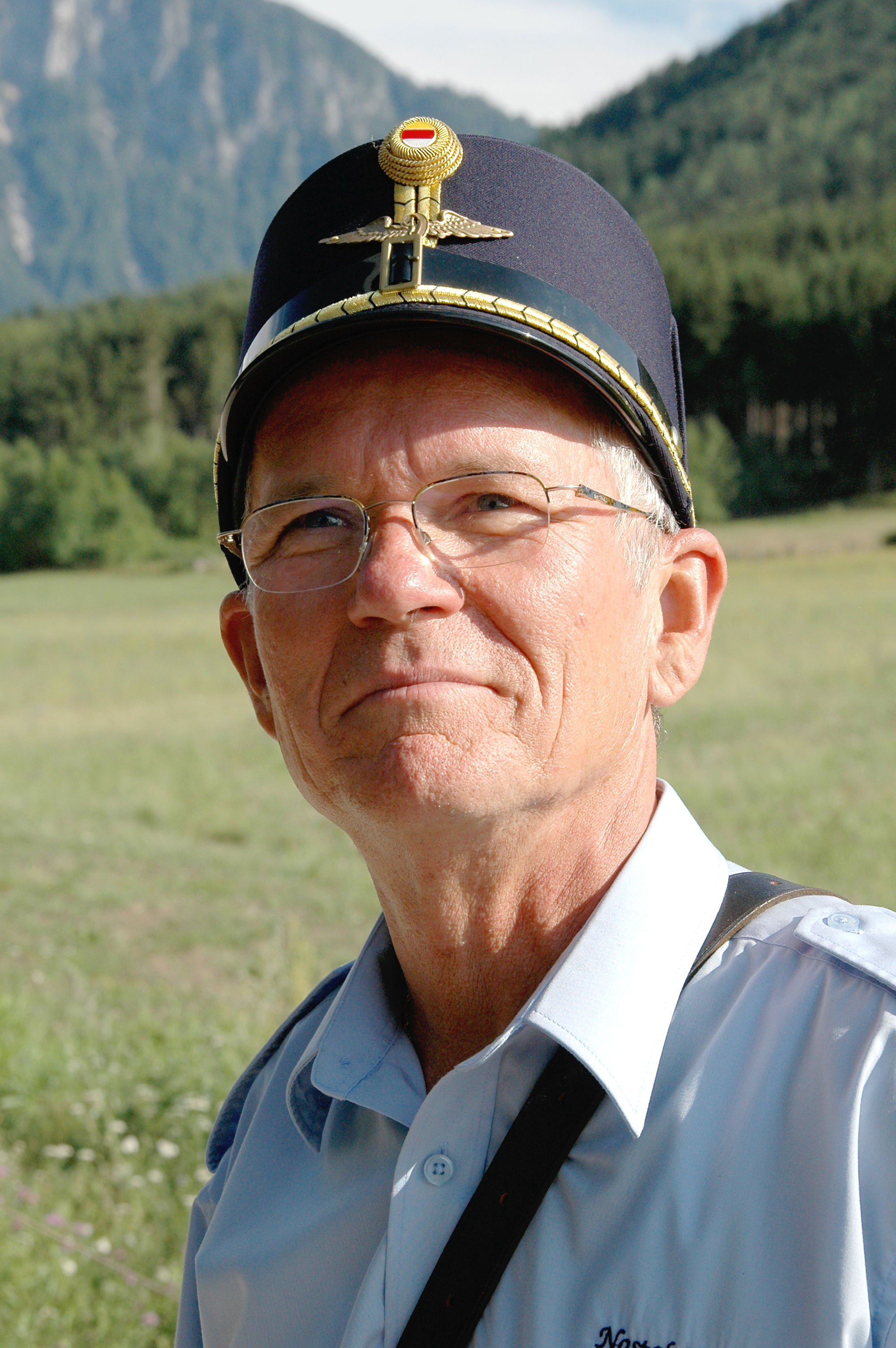
オーストリアの保存鉄道
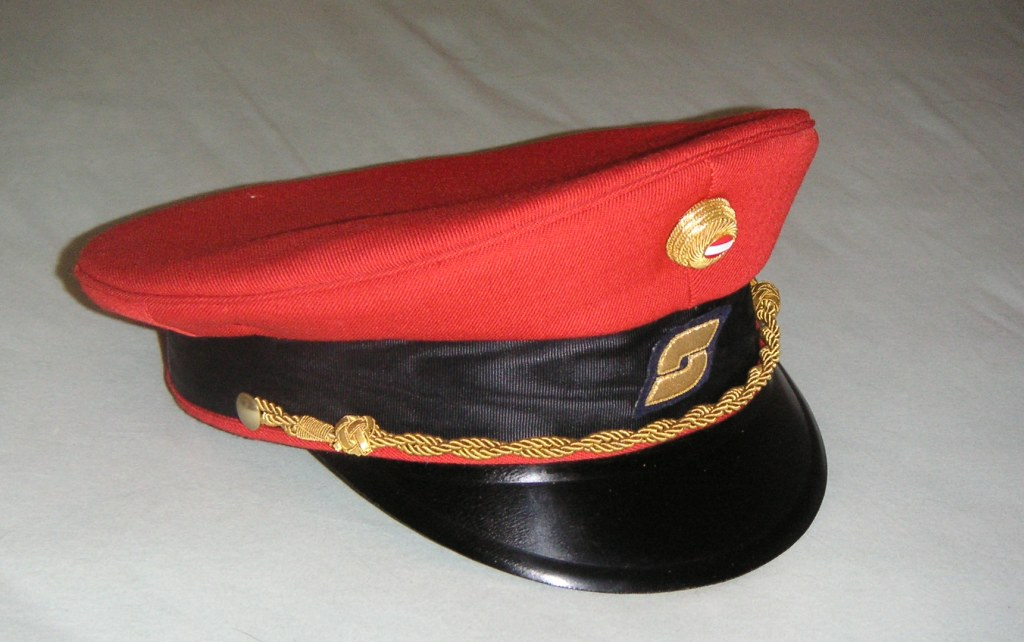
オーストリアの鉄道運行主任者
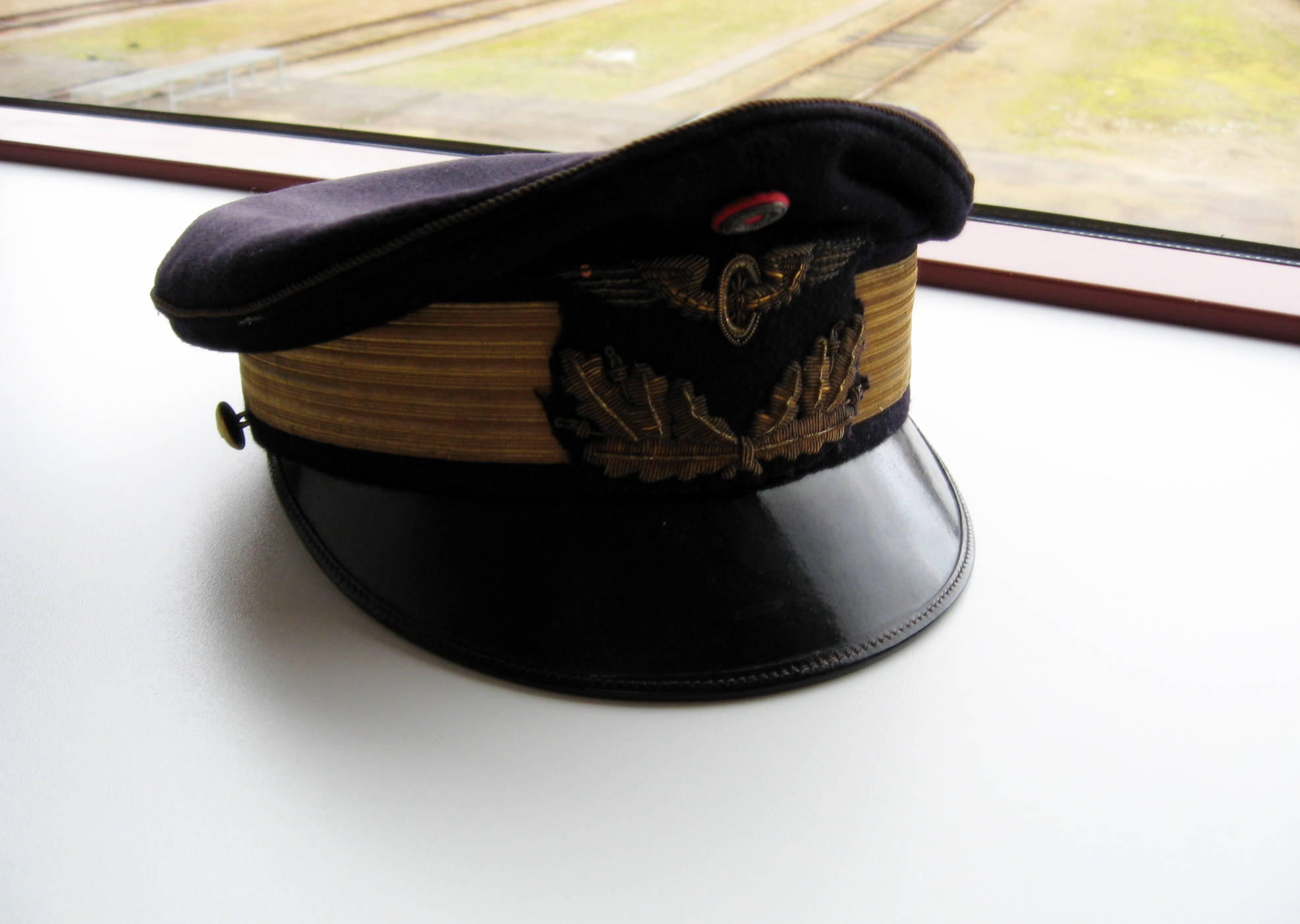
デンマーク鉄道
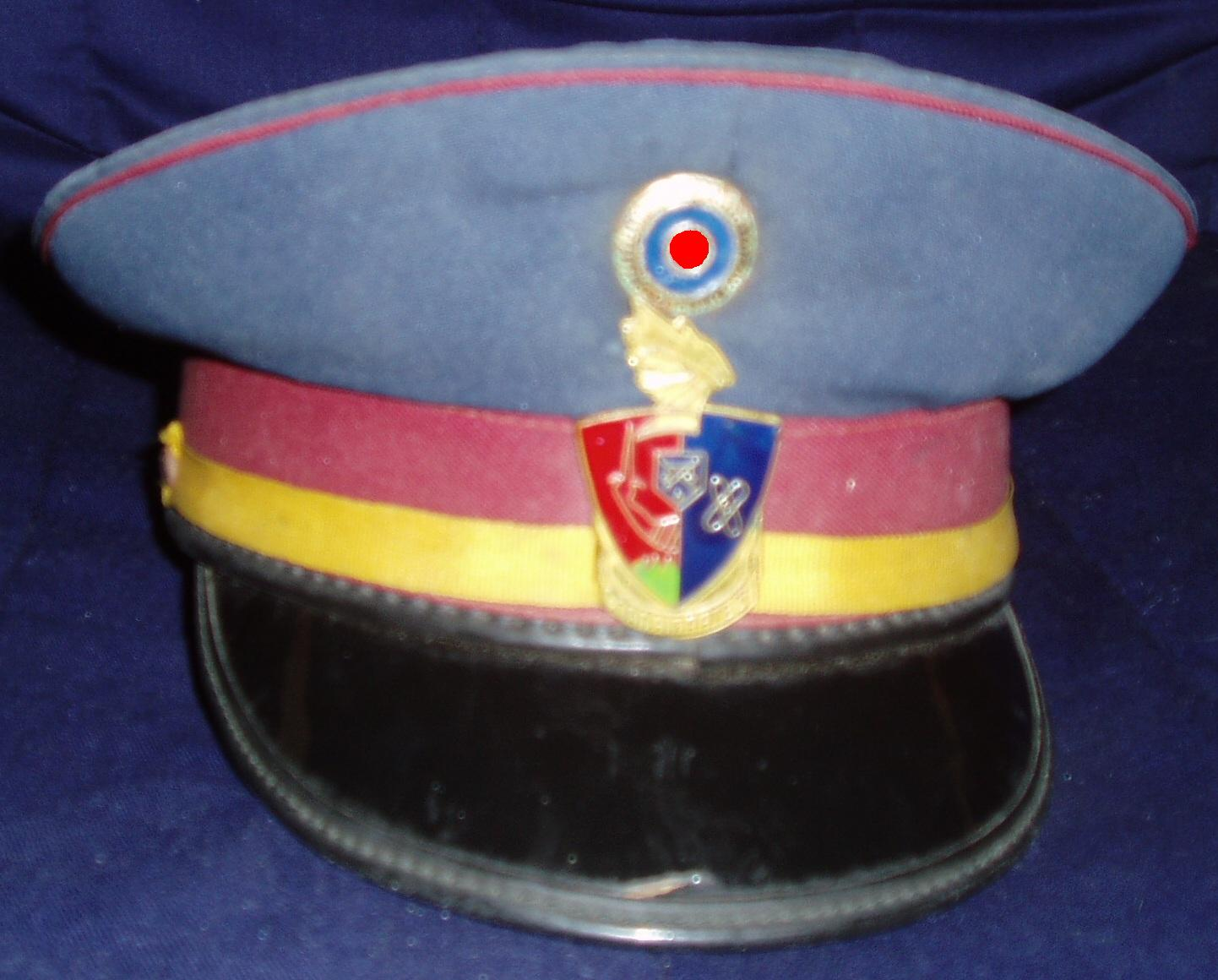
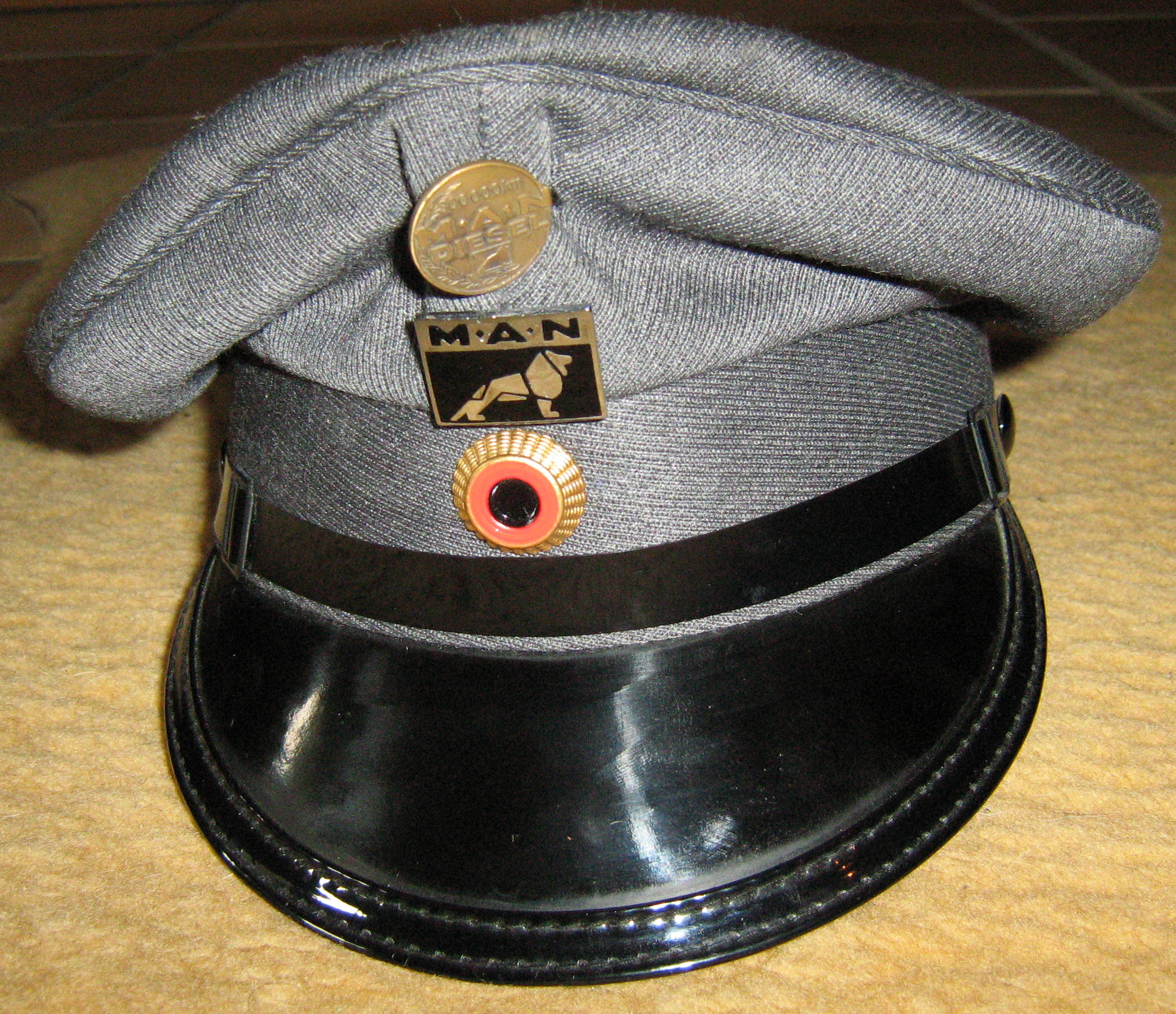
ドイツの長距離トラック運転手
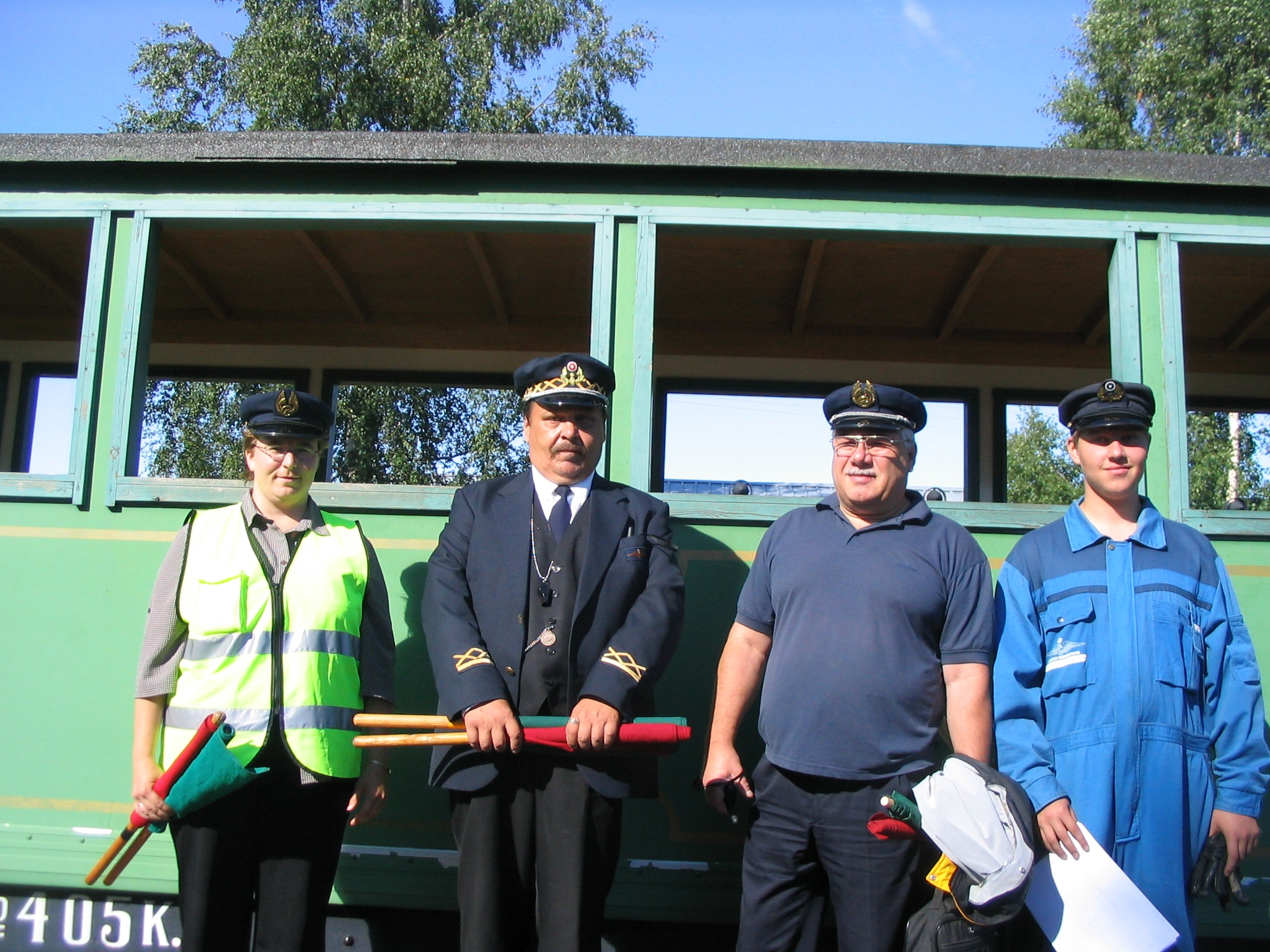
フィンランドの保存鉄道
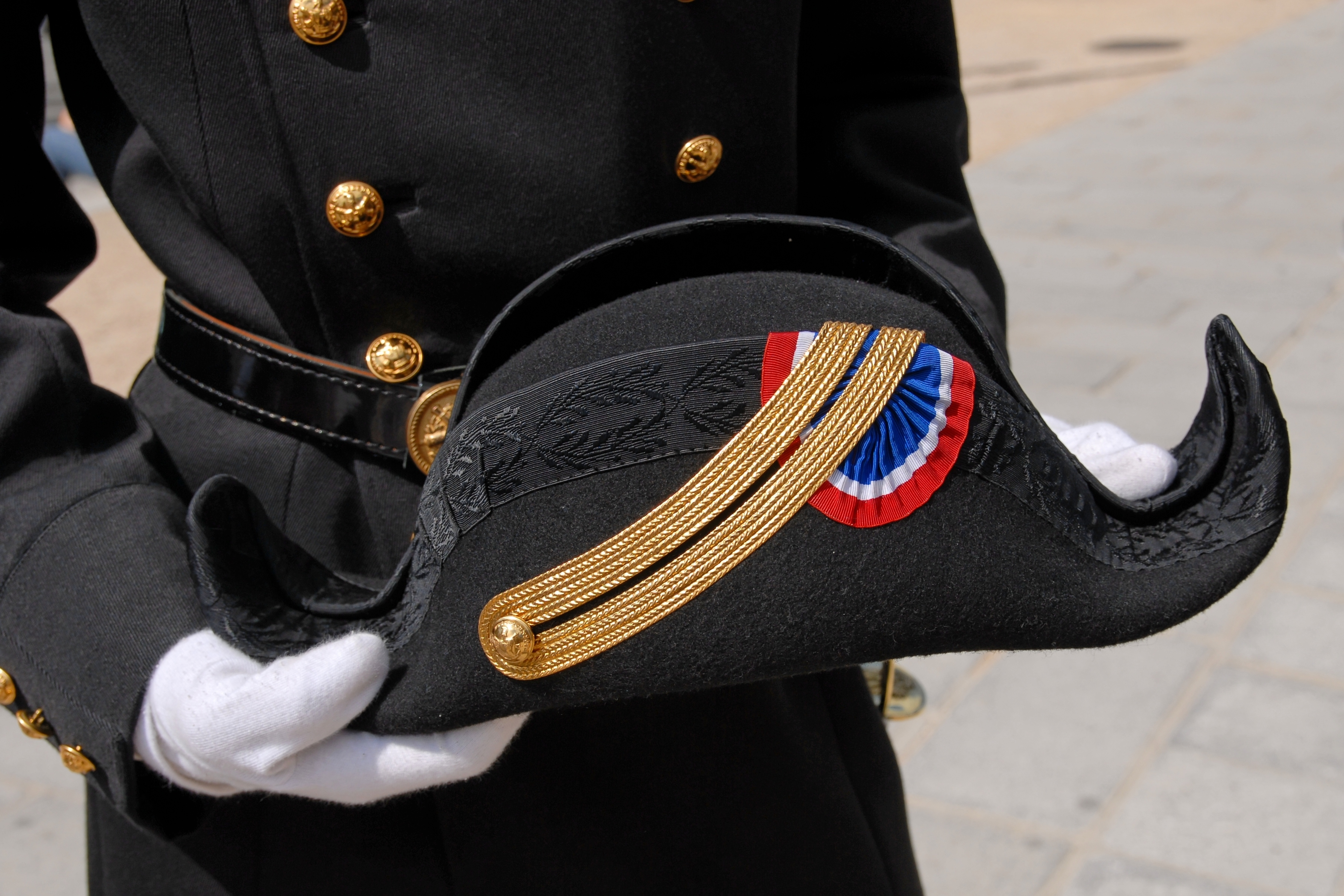
フランス、エコール・ポリテクニーク学生の二角帽子
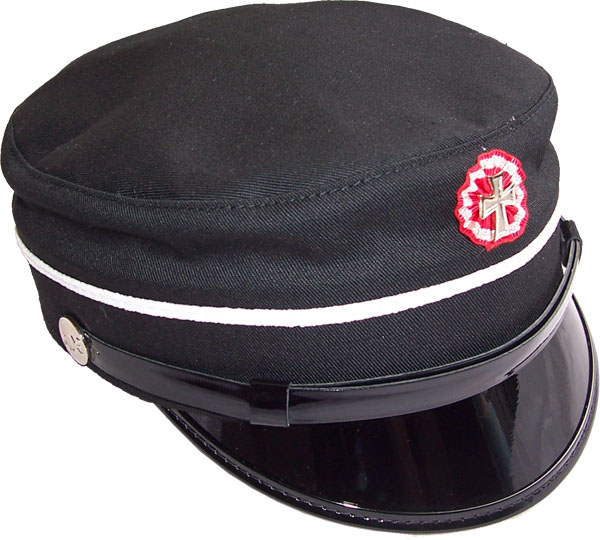
デンマークの学生帽
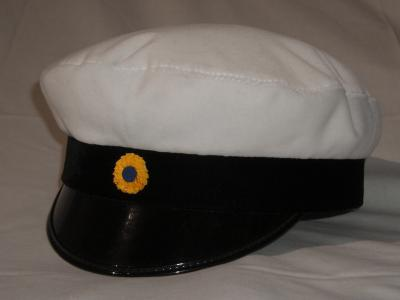
スウェーデンの学生帽
- ウイーン少年合唱団の制帽

## 派生・影響

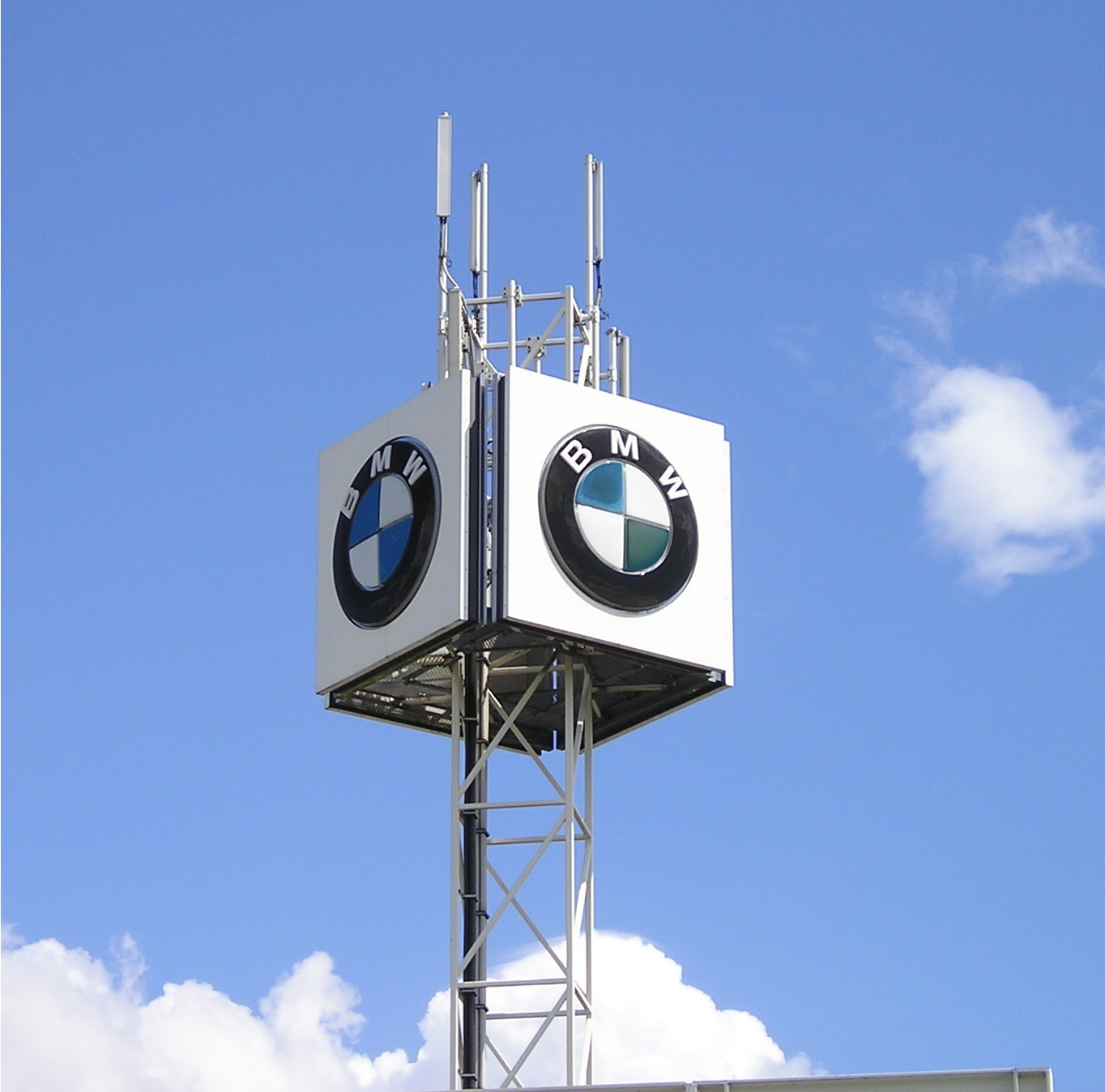
BMWのロゴマーク

冒頭で述べたように、円形章は航空機が兵器として導入されるとともに国籍マークに応用されたほか、企業等の円形ロゴマークにも影響を与えた。たとえばBMWのロゴマークは、黒い円形の縁取りの内側に、バイエルン王国の旗にちなむ白と青をクオーターに配色したものである（軍帽に用いられたバイエルンの円形章は白・青・白の同心円）。